# تاريخ قبرص
يعود تاريخ سكن الإنسان في قبرص إلى العصر الحجري القديم. تسبب موقع قبرص الجغرافي في تأثر قبرص باختلاف حضارات شرق البحر الأبيض المتوسط على مدى آلاف السنين.
تم تسمية فترات تاريخ قبرص من 1050 ق.م وفقًا لأنماط الفخار الموجودة على النحو التالي:
- الهندسة القبرصية الأولى: 1050-950 ق.م
- الهندسة القبرصية الثانية: 950-850 ق.م
- الهندسة القبرصية الثالثة: 850-700 ق.م
- قبرص القديمة الأولى: 700-600 ق.م
- قبرص القديمة الثانية: 600-475 ق.م
- قبرص الكلاسيكية الأولى: 475-400 ق.م
- قبرص الكلاسيكية الثانية: 400-323 ق.م

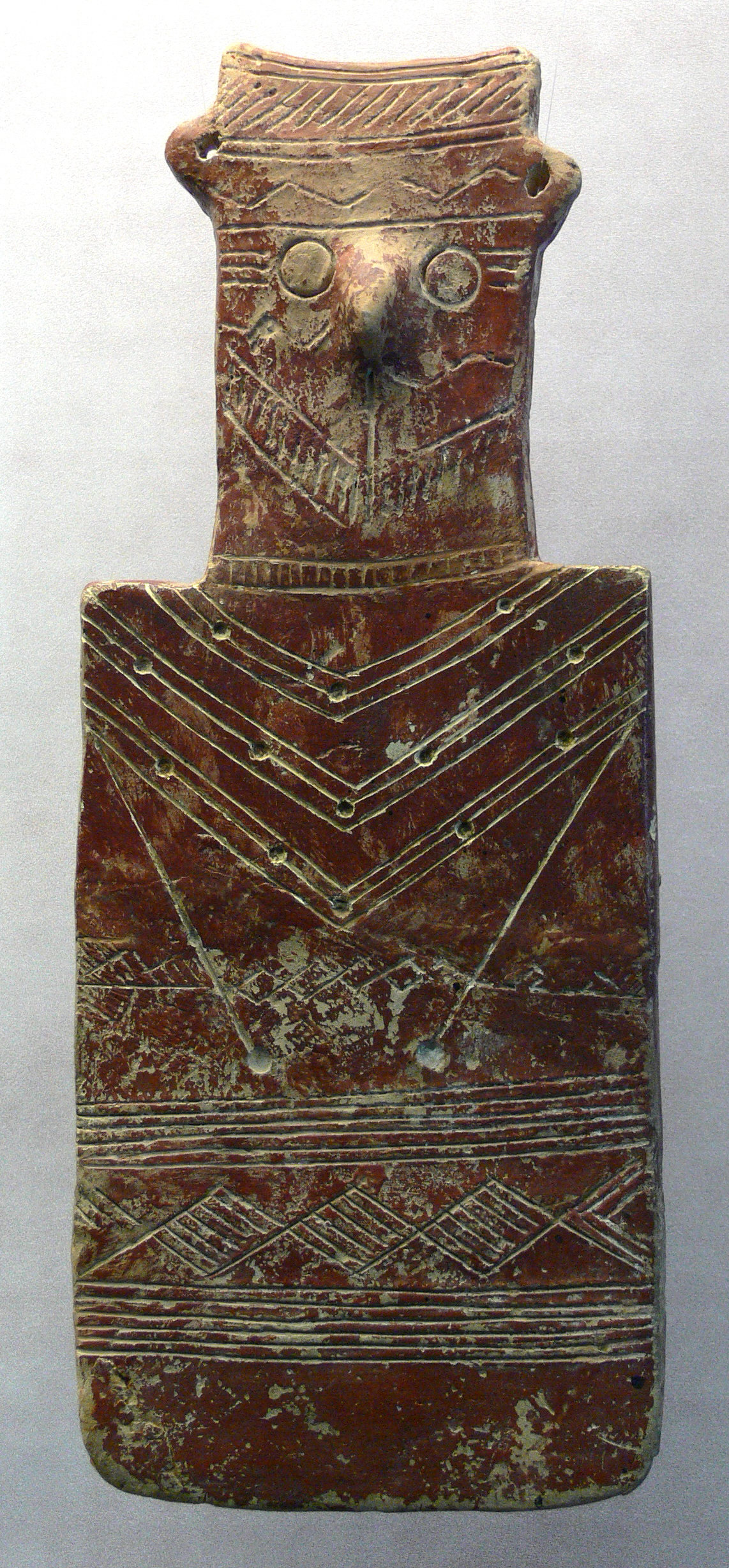
صورة لمعبود قبرصي:مجسم أحمر مصقول، 2100-2000 ق.م، متحف جميع القديسين، سويسرا

## قبرص ماقبل التاريخ
تشير بعض الحفريات والوثائق إلى أن جزيرة قبرص إحدى الجزر الماهولة بالسكان منذ العصر الحجري الحديث أي منذ الالف السادس ق.م، وتعايشوا مع أنواع مختلفة من الحيوانات القزمة، مثل الفيلة القزمية (Elephas cypriotes) وأفراس النهر القزمة (Hippopotamus Minor) في العصر الهولوسيني. هناك ادعاءات بوجود ارتباط بين تلك الحيوانات وقطع أثرية لباحثين عن الطعام من العصر الحجري في ايتوكرمنوس بالقرب من ليماسول على الساحل الجنوبي لقبرص. حدثت أول مستوطنة مؤكدة في الألفية التاسعة (أو ربما العاشرة) ق.م قدمت من بلاد الشام. كان المستوطنون الأوائل مزارعين في ما يسمى عصر PPNB (ما قبل الفخاري بي)، لكنهم لم ينتجوا الفخار (العصر الحجري الحديث بدون فخار [الإنجليزية]).

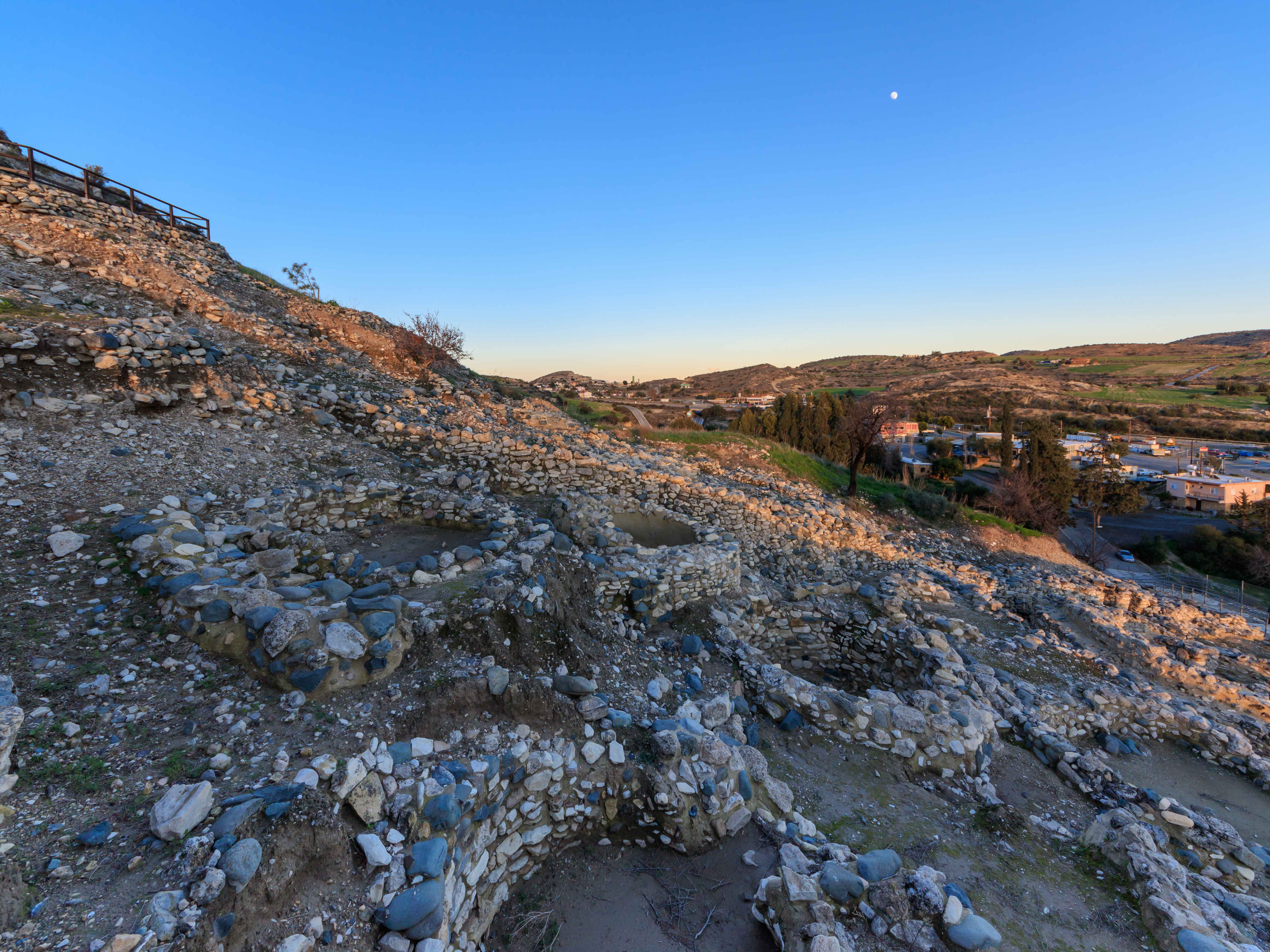
موقع شويروكويتا الأثري.

تم تدجين الكلاب والأغنام والماعز وربما الماشية والخنازير، بالإضافة إلى العديد من الحيوانات البرية مثل الثعالب وأيل أسمر فارسي التي لم تكن معروفة من قبل في الجزيرة. بنى مستوطنو PPNB منازل مستديرة بأرضيات مصنوعة من تيرازو من الجير المحترق (مثل مستوطنتي كاستروس وشلوركامبوس) وزراعة قمح وحيد الحبة وثنائي الحبة. تم تدجين الخنازير والأغنام والماعز والماشية، ولكنها ظلت في الغالب برية من الناحية السلوكية. الأدلة على الماشية مثل تلك التي تم إثباتها في شلوركامبوس نادرة، وعندما نفقت على ما يبدو في الألفية الثامنة ق.م، لم يتم تدجينها مرة أخرى حتى العصر الحجري الحديث الخزفي.
تميزت ثقافة شويروكويتا الخزفية في الألفية السادسة ق.م بالبيوت المستديرة والأواني الحجرية والاقتصاد القائم على الأغنام والماعز والخنازير. ولم تكن الأبقار معروفة، وتم اصطياد الغزلان الفارسية. تبع ذلك مرحلة سيراميك سوتيرا، وتميز العصر الحجري الحديث بتماثيل حجرية ذات أذرع منتشرة.
يُعتقد أن آبار المياه التي اكتشفها علماء الآثار في غرب قبرص هي من الأقدم في العالم، ويرجع تاريخها إلى 9000 إلى 10500 عام، مما يضعها في العصر الحجري. ويقال إنها تُظهر حنكة المستوطنين الأوائل وتقديرهم المتزايد للبيئة.
في 2004 تم اكتشاف بقايا قطة عمرها 8 أشهر مدفونة مع مالكها البشري في موقع أثري من العصر الحجري الحديث في قبرص. ويقدر عمر القبر بـ 9500 عام، وهو ما يسبق الحضارة المصرية ويدفع إلى الوراء أقدم ارتباط معروف للقطط والإنسان بشكل كبير.

## العصر البرونزي

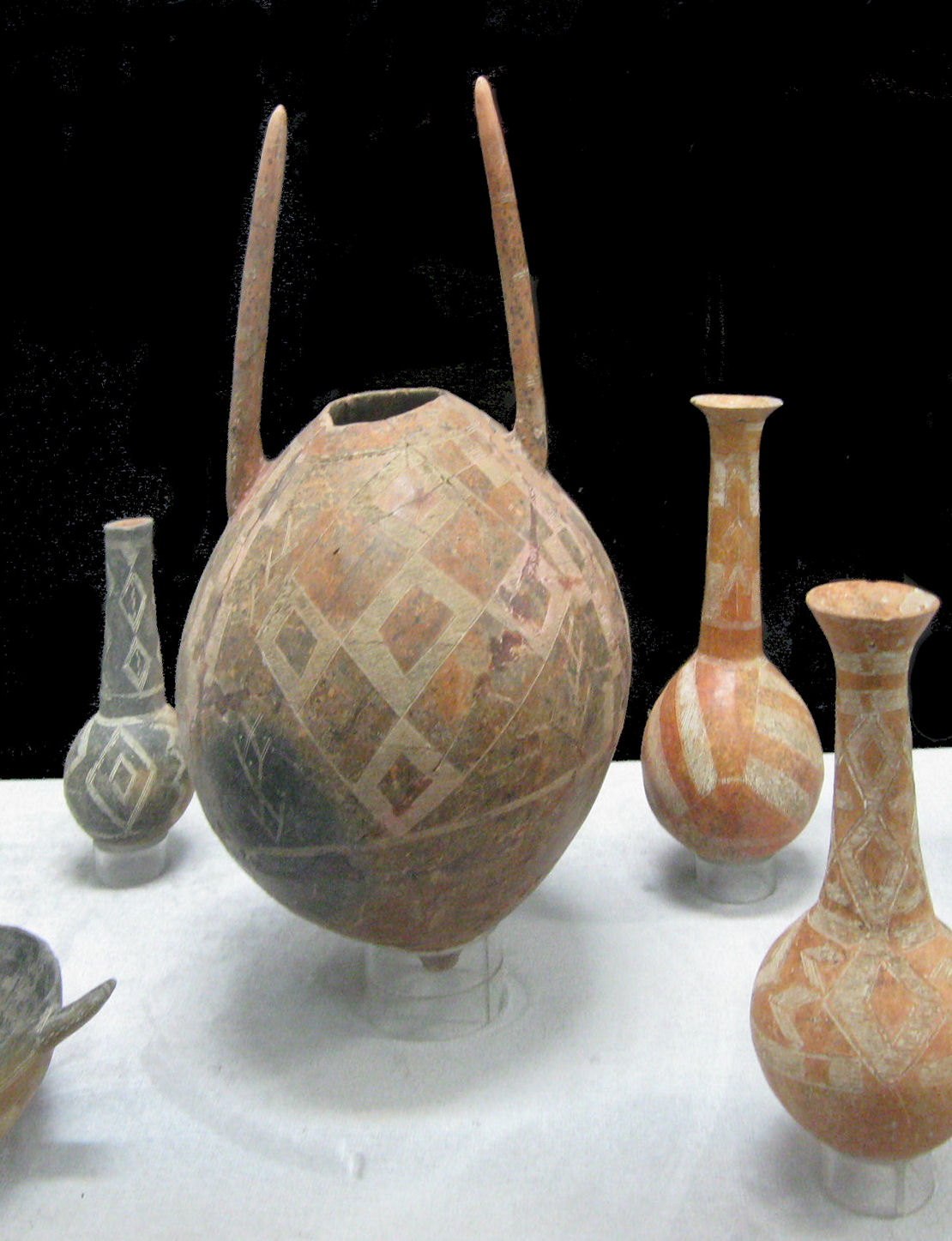
سيراميك أحمر مصقول إنكومي، حوالي 1900-1725 ق.م. متحف القديس برنابا الأثري، سالاميس (قبرص)

في العصر البرونزي تم بناء المدن البدائية مثل إنكومي على مخطط شبكة مستطيل، حيث تتوافق بوابات المدينة مع محاور الشبكة والعديد من المباني الكبرى أمام نظام الشارع أو التي تم تأسيسها حديثًا. المباني الرسمية العظيمة التي شيدت من حجر أشلار المربع هي لزيادة التسلسل الهرمي الاجتماعي. تحتوي بعض هذه المباني على مرافق لمعالجة وتخزين زيت الزيتون، مثل ماروني-فورنيس والمبنى X في كالافاسوس-أيوس دميتريوس. تم العثور على ملجأ به هيكل مقرن شيد من حجر أشلار في ميرتو-بيغلديس، وقد تم العثور على معابد أخرى في إنكومي وكتيون وكوكليا (بالاي بافوس). يجد كل من التخطيط المنتظم للمدن وتقنيات البناء الجديدة أقرب أوجه التشابه بينهما في سوريا، وخاصة في أوغاريت (رأس شمرا الحديثة). تشير المقابر المستطيلة الشكل إلى اتصالات وثيقة مع سوريا وفلسطين أيضًا.
بدأ تعدين النحاس الممنهج وتداوله على نطاق واسع. سكن الموكيانيون اليونان الجزيرة في مرحلة متأخرة من العصر البرونزي، في حين أن اسم الجزيرة اليوناني موثق منذ القرن الخامس عشر ق.م في الكتابة الخطية ب.
تم استخدام النص المقطعي القبرصي [الإنجليزية] لأول مرة في المراحل الأولى من العصر البرونزي المتأخر واستمر استخدامه لحوالي 500 سنة في البرونزي المتأخر، ربما حتى النصف الثاني من القرن 11 ق.م. يعتقد معظم العلماء أنه كان يستخدم في اللغة قبرصية المحلية (en:Eteocypriot) التي استمرت حتى القرن 4 ق.م لكن لا توجد أدلة قطعية على ذلك، حيث لم يتم فك رموز الألواح بالكامل. وقد انتشرت ممارسة الكتابة وعثر على ألواح مكتوبة بالخط المقطعي القبرصي في رأس شمرا التي كانت مدينة أوغاريت الفينيقية. تذكر النصوص الأوغاريتية من رأس شمرا وإنكومي الاسم الآشوري لقبرص والذي يبدو أنه كان مستخدمًا بالفعل في أواخر العصر البرونزي.
وقد استخلصت سبائك النحاس على شكل أكاسيد من حطام السفن مثل أولو بورون وإريا وكيب جيلدونيا التي تشهد على انتشار تجارة المعادن. فالأوزان على شكل حيوانات موجودة في إنكومي وكالافاسوس، وتتبع المعايير السورية الفلسطينية وبلاد النهرين والحثيين وبحر إيجة، وبالتالي تشهد على التجارة واسعة النطاق أيضًا.
كانت قبرص في العصر البرونزي المتأخر جزءًا من مملكة الحثيين ولكنها كانت دولة تابعة، وبالتالي لم يتم غزوها بل كانت مجرد جزء من المملكة بالارتباط ويحكمها ملوك أوغاريت. على هذا النحو، تُركت قبرص بمفردها مع القليل من التدخل في الشؤون القبرصية. ومع ذلك ففي عهد تودخاليا الأول، غزا الحيثيون الجزيرة لفترة وجيزة إما لأسباب تتعلق بتأمين مورد النحاس أو كوسيلة لمنع القرصنة. بعد ذلك بوقت قصير استعاد ابنه الجزيرة حوالي 1200 ق.م.
على الرغم من أن اليونانيين الآخيون كانوا يعيشون في قبرص منذ القرن الرابع عشر، ومعظمهم سكن الجزيرة بعد حرب طروادة، إلا أنهم كانوا يستعمرون قبرص من 1210 إلى 1000 ق.م. ثم وصل الدوريون اليونان حوالي 1100 ق.م وعلى عكس النمط السائد في البر الرئيسي اليوناني، تشير الأدلة إلى أنهم استقروا في قبرص بسلام.
يُعتقد أن موجة أخرى من الاستيطان اليوناني قد حدثت في القرن التالي (1100-1050)، والدليل من بين أمور أخرى هو نوع جديد من القبور (الدروموي الطويلة) والتأثيرات الميسينية في الزخرفة الفخارية.

### الفخار

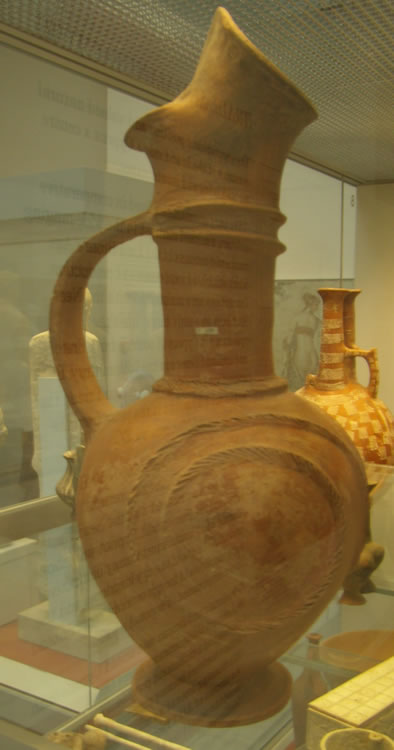
وعاء ذو حلقة من العصر البرونزي المتأخر

في المرحلة التالية من أواخر العصر البرونزي (1200-1100 ق.م) تم محليًا إنتاج كميات كبيرة من الفخار الميسيني. وتشمل ميزات معمارية جديدة مثل الجدران الدائرية التي توجد في البر الرئيسي اليوناني، بالإضافة إلى نوع معين من رؤوس الأعمدة مستطيلة ومتدرجة وهي منتشرة في قبرص. تم التخلي عن مقابر الغرفة لصالح مقابر مستقيمة. وقد عثر على كميات كبيرة من الفخار في فلسطين في تلك الفترة أيضًا. في حين تم تفسير هذا سابقًا على أنه دليل على غزو (شعوب البحر)، إلا أنه يُنظر إليه أكثر فأكثر على أنه تطور محلي نتج عن زيادة العلاقات التجارية مع قبرص وكريت. تم العثور على أدلة على التجارة المبكرة مع جزيرة كريت في الانتعاش الأثري للفخار في قبرص من سيدونيا وهي مركز حضري قوي لجزيرة كريت القديمة.

### ممالك المدن القبرصية
يدعي معظم المؤلفين أن ممالك المدن القبرصية الموصوفة لأول مرة في مصادر مكتوبة في القرن الثامن ق.م، قد تأسست بالفعل في القرن الحادي عشر ق.م. ويرى باحثون آخرون عملية بطيئة لزيادة التعقيد الاجتماعي بين القرنين الثاني عشر والثامن، بناءً على شبكة من المشيخات. في القرن الثامن (الفترة الهندسية) زاد عدد المستوطنات بشكل حاد وظهرت المقابر الأثرية، مثل مقابر سالاميس «الملكية» لأول مرة. قد يكون هذا مؤشرا أفضل لظهور الممالك القبرصية.

## العصر الحديدي المبكر
يتبع العصر الحديدي المبكر في قبرص الفترة ما قبل الميسينية (1125-1050 ق.م) من العصر البرونزي المتأخر. وهي مقسمة إلى الفترتين الهندسة القبرصية (1050-700) والقديمة (700-525).
تربط الأساطير التي وثقها المؤلفون الكلاسيكيون تأسيس العديد من المدن القبرصية بأبطال يونانيين مهاجرين في أعقاب حرب طروادة. على سبيل المثال كان من المفترض أن يكون تيوسر شقيق آياس قد أسس سلاميس، ويحل أركاديان أجابينور التيجي محل الحاكم الأصلي كينيراس وأن يؤسس بافوس. يرى بعض العلماء أن هذه ذكرى الاستعمار اليوناني بالفعل في القرن الحادي عشر. وقد تم العثور على قبر 49 في بالابافوس-سكاليس على ثلاث مسلات برونزية مع نقوش بالخط المقطعي القبرصي، أحدها يحمل اسم أوفلتاس. هذا هو أول مؤشر على استخدام اللغة اليونانية في الجزيرة.
يُنظر إلى حرق الجثث كطقوس دفن على أنها مقدمة يونانية أيضًا. تم العثور على أول دفن مدفون في أوعية برونزية في كوريون-كالوريزيكي (المقبرة 40 المؤرخة في النصف الأول من القرن الحادي عشر). احتوى قبر العمود على قائمتي حامل ثلاثي القوائم من البرونز وبقايا درع وصولجان ذهبي أيضًا. كان يُنظر إليه سابقًا على أنه المقبرة الملكية لمؤسسي آرغوس الأوائل لكوريون، وتم تفسيره الآن على أنه قبر مواطن قبرصي أو أمير فينيقي. لا يوجد ما يماثل طلاء رأس الصولجان مع الصقرين المصوغة بطريقة المينا في بحر إيجة، ولكنه أظهر تأثير مصري قوي.

### الفينيقيون
تشير الأدلة الأدبية إلى وجود فينيقي مبكر في كتيون التي كانت تحت الحكم الصوري في بداية القرن العاشر ق.م. استعمر بعض التجار الفينيقيين الذين يُعتقد أنهم قدموا المنطقة من صور ووسعوا النفوذ السياسي لكتيون. وفي حوالي 850 ق.م أعيد بناء المعابد [في موقع كاثاري] وإعادة استخدامها من قبل الفينيقيين.

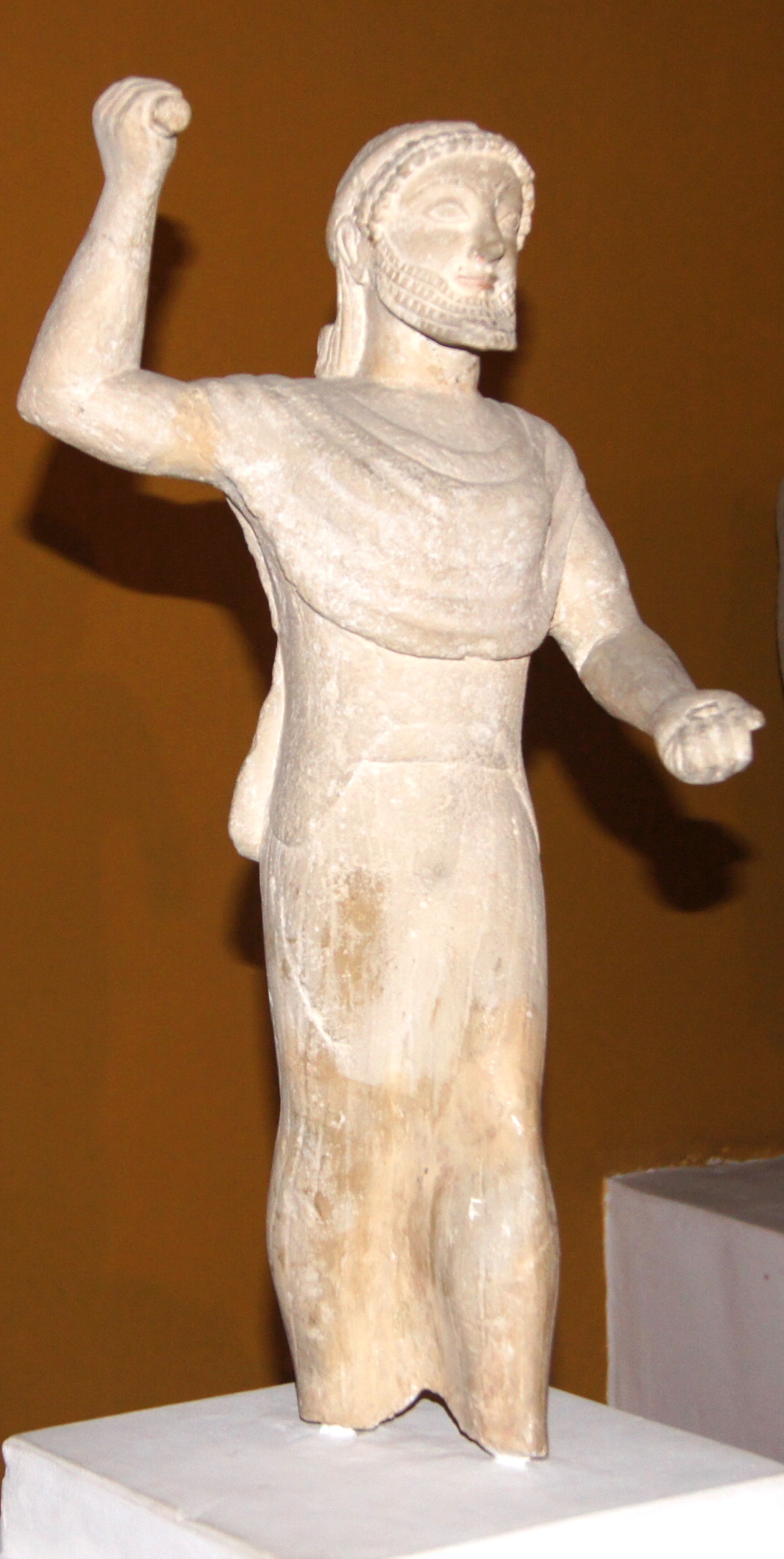
زيوس كيراونيوس، 500-480 ق.م، متحف نيقوسيا

أنتجت أقدم مقبرة لسالميس مدافن للأطفال في جرار كنعانية، مما يدل على وجود فينيقي مؤكد في القرن 11 ق.م. وقد عثر على مدافن جرار مماثلة في مقابر في كوريون كالوريزيكي وبالايبافوس سكاليس بالقرب من كوكليا. وفي سكاليس تم العثور على العديد من الواردات الشامية والتقليد القبرصي لأشكال بلاد الشام وتشير إلى التوسع الفينيقي حتى قبل نهاية القرن 11.

## قبرص القديمة

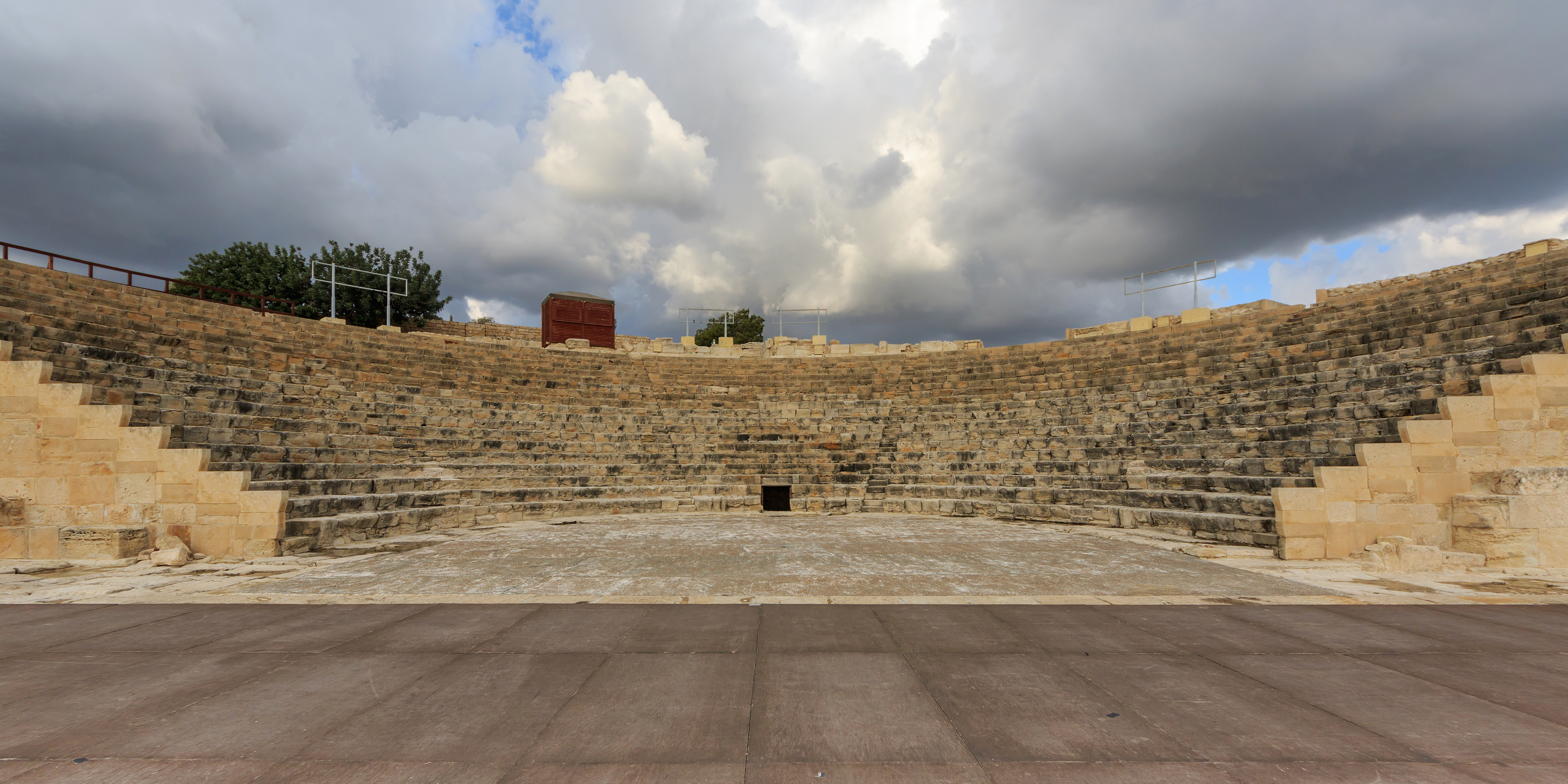
مسرح يوناني قديم في كوريون.

يُظهر المصدر المكتوب الأول قبرص تحت الحكم الآشوري. تم العثور على لوحة سنة 1845 في كيتيون لإحياء ذكرى انتصار الملك سرجون الثاني (721-705 ق.م) في 709 على الملوك السبعة في أرض يا، في منطقة إيادنانا أو أتنانا. يُفترض أن الاسم الأول هو الاسم الآشوري للجزيرة، بينما يأخذ بعض المؤلفين الأخير على أنه يعني اليونان (جزر داناوي). وهناك نقوش أخرى تشير إلى ياء في قصر سرجون في خورساباد. تم تحديد الممالك العشر المدرجة بنقش أسرحدون في 673/672 ق.م على أنها سالاميس وكتيون وأماثوس وكوريون وبافوس وسولي على الساحل وتاماسوس وليدرا وإيداليوم وشيتري في الداخل.
حصلت قبرص على استقلالها لبعض الوقت حوالي سنة 669، لكن غزتها مصر بقيادة أحمس الثاني (570-526 / 525). احتل الفرس الجزيرة حوالي 545 ق.م. واكتشفت انقاض قصر فارسي في إقليم ماريون على الساحل الشمالي بالقرب من سولي. شارك السكان في الثورة الإيونية. في بداية القرن الرابع ق.م سيطر ملك سلاميس إيواغوراس الأول على الجزيرة بأكملها وحاول الحصول على الاستقلال عن بلاد فارس. ووقعت انتفاضة أخرى في 350 ولكن ارتخشاشا الثالث سحقها في 344.
أثناء حصار صور ذهب الملوك القبارصة إلى الإسكندر الأكبر في 321 حيث وقف أربعة ملوك قبرصيين إلى جانب بطليموس الأول ودافعوا عن الجزيرة ضد أنتيجونوس. خسر بطليموس قبرص لصالح ديميتريوس الأول المقدوني في 306 و 294 ق.م، ولكن بعدها دخلت تحت الحكم البطلمي حتى 58 ق.م. كان يحكمها والي من مصر وشكلت في بعض الأحيان مملكة بطلمية صغيرة خلال صراعات السلطة في القرنين الثاني والأول ق.م. وقد كانت العلاقات التجارية مع أثينا والإسكندرية قوية، وهما من أهم المراكز التجارية في العصور القديمة.
حدثت الهلينة كاملة فقط تحت حكم البطالمة. اختفت السمات الفينيقية والقبرصية الأصلية، واختفى معها النص المقطعي القبرصي القديم. وأنشئت عدد من المدن في تلك الفترة، مثل أرسينوي التي أسسها بطليموس الثاني بين بافوس القديمة والجديدة.
وفي سنة 58 ق.م أضحت قبرص مقاطعة رومانية، وفقًا لسترابو فأن السياسي الروماني بوبليوس كلوديوس بولكر كان يحمل ضغينة ضد بطليموس ملك قبرص، وأرسل ماركوس كاتو لغزو الجزيرة بعد أن أصبح أطربون. أعطى مارك أنطوني الجزيرة لكليوباترا السابعة ملكة مصر وشقيقتها أرسينوي الرابعة، ولكن الجزيرة عادت للرومان مرة أخرى في 30 ق.م بعد هزيمة مارك أنطوني في معركة أكتيوم (31 ق.م). وبعد 22 ق.م خضعت المقاطعة لمجلس الشيوخ [الإنجليزية]. تعرضت الجزيرة لخسائر فادحة خلال انتفاضة اليهود في 115/116 م.
بعد إصلاحات دقلديانوس تم وضع الجزيرة تحت سيطرة قنصلية الشرق وحكمها حاكم قنصل [الإنجليزية]. أدت العديد من الزلازل إلى تدمير مدينة سلاميس في بداية القرن الرابع، وفي نفس الوقت ضرب الجفاف والمجاعة الجزيرة.

## قبرص القروسطية

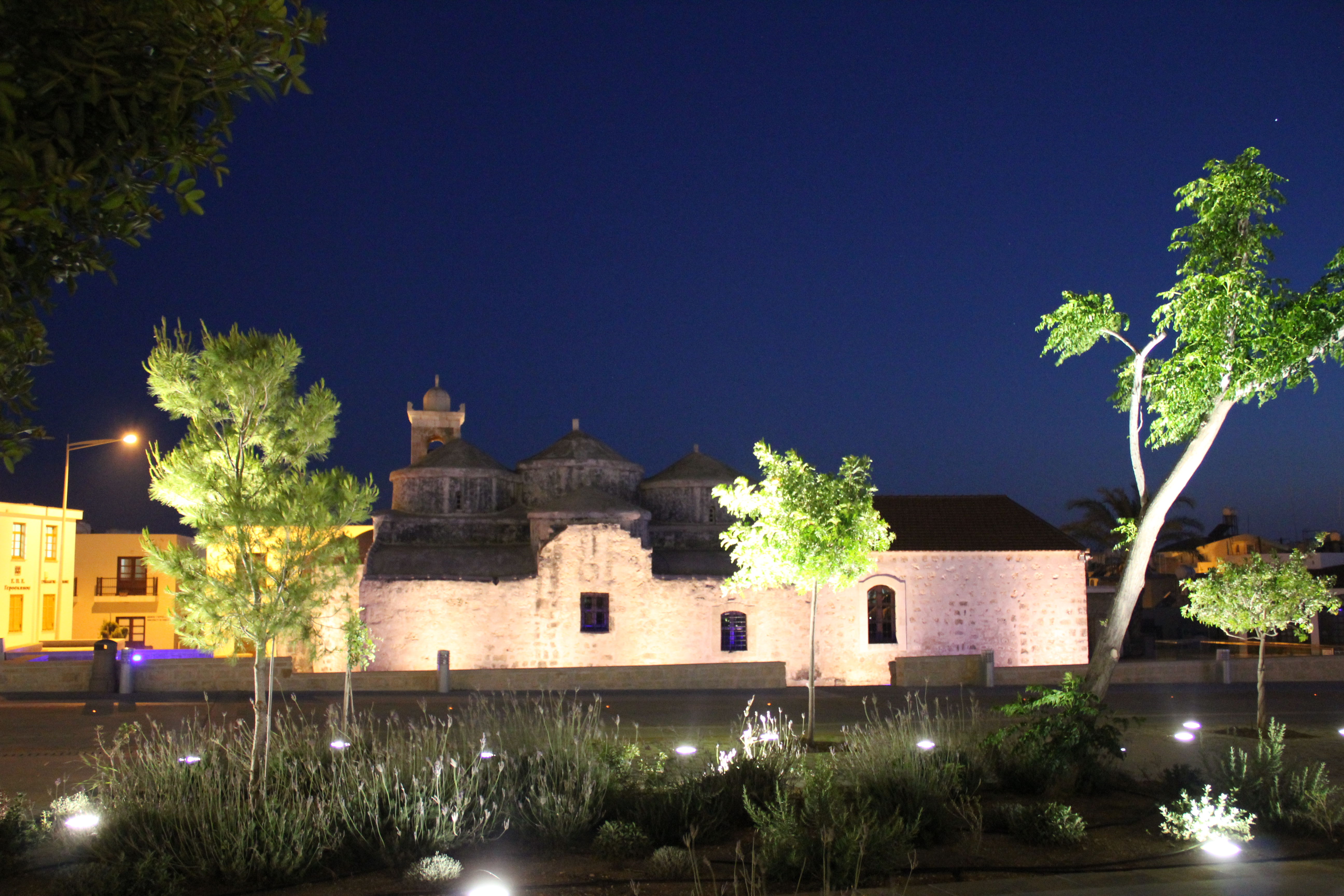
كنيسة القديس باراسكيفي البيزنطية في جيروسكيبو.

عندما تم تقسيم الإمبراطورية الرومانية إلى شرقية وغربية سنة 330م. أضحت قبرص خاضعة لحكم القسطنطينية. وأصبح أسقفها في ذلك الوقت الذي لا زال خاضعًا للكنيسة، ذاتيًا من قبل مجمع أفسس. وفي القرن السابع الميلادي حاول المسلمون غزوها. فاستولى عليها معاوية بن أبي سفيان سنة 28هـ/ 649 م في 220 سفينةٍ واحتل العاصمة سالاميس - كونستانتيا بعد حصار قصير، لكنه صالح أهلها على جزية 7000 دينار. لكن يبدو أن العرب لم يخلوا الجزيرة كليًا، وأن أبو الأعور السلمي أقام حصنًا به حامية قوامها 12 ألف رجل، ظلوا وفقًا للمصادر العربية في الجزيرة. في سياق هذه الحملة سقطت الصحابية أم حرام بنت ملحان من بغلها بالقرب من بحيرة الملح في لارنكا وماتت. ودُفنت في المكان الذي بني عليه تكية هالة سلطان في العهد العثماني. ولكن في 688 توصل الإمبراطور جستنيان الثاني والخليفة عبد الملك إلى اتفاق غير مسبوق. بحيث يحكم كل من العرب والبيزنطيين قبرص معًا كونها سيادة مشتركة. فقام العرب بإخلاء الجزيرة، وعلى مدى الـ300 عام التالية حكمت قبرص بشكل مشترك من قبل كل من الخلافة والبيزنطيين، على الرغم من الحرب شبه المستمرة بين الطرفين في البر الرئيسي. تم تقسيم الضرائب المحصلة بين العرب والروم.
وفي عهد باسيل الأول المقدوني (867-886) استعادت القوات البيزنطية قبرص، وجعلها مقاطعة أو بند، ولكن بعد سبع سنوات عادت الجزيرة إلى الوضع السابق. ثم في سنة 911 ساعد القبارصة الأسطول البيزنطي بقيادة الأدميرال حمريوس بمهاجمة سواحل الشام، وانتقامًا لذلك قام العرب بقيادة دميانه الطرسوسي بالإغارة عليها وتدميرها خلال أربعة أشهر ونقل العديد من الأسرى. ساعد عزل قبرص عن بقية العالم الناطق باليونانية في تشكيل لهجة قبرصية منفصلة.
استمرت هذه الفترة من النفوذ العربي حتى القرن العاشر، أي سنة 965 عندما غزا نيكيتاس تشالكوتز الجزيرة لإلحاقها لبيزنطة، والتي لم تُعرف تفاصيل عنها وربما كان أول حاكم لقبرص بعد ذلك. وقد جرى تمرد فاشل من الحاكم ثيوفيلوس إروتيكوس سنة 1042، وتمرد آخر لرابسوماتس في 1092، حيث تم إخضاعهم سريعًا من قبل القوات البيزنطية. وفي سنة 1185 تمرد إسحاق كومنينوس وهو آخر حكام بيزنطة لقبرص من سلالة فرعية من سلالة كومنينيون، وحاول الاستيلاء على العرش. ولم تنجح محاولته الانقلابية، ولكنه تمكن من المحافظة على حكم الجزيرة، وفشلت الإجراءات البيزنطية ضده لأنه تمتع بدعم ويليام الثاني ملك صقلية. أبرم الإمبراطور اتفاقًا مع سلطان مصر لإغلاق الموانئ القبرصية أمام الصليبيين.

### الحملة الصليبية الثالثة
أصبحت الجزيرة في القرن الثاني عشر الميلادي هدفاً للصليبيين. حيث هبط ريتشارد قلب الأسد في ليماسول في 1 يونيو 1191 خلال الحملة الصليبية الثالثة. بحثًا عن أخته وعروسه بيرنغاريا، التي انفصلت سفينتهما عن الأسطول في عاصفة. عند وصولها طلب حاكم قبرص إسحاق كومنينوس من بيرنغاريا المغادرة، ورفضت ذلك فرفض كومنينوس إمدادها بالمساعدات. فاعتبر ريتشارد ذلك إهانة فهاجم الجزيرة التي أخضعت بسهولة. كان كومنينوس ملزمًا بتقديم المساعدة لريتشارد في حملته الصليبية ضد صلاح الدين، وهو القسم الذي حنثه لاحقًا، فقام ريتشارد بتقييده بسلاسل فضية (لأنه أقسم على عدم ربطه بالحديد) واحتجزه سجينًا حتى وفاته سنة 1194 أو 1195.
وأنشئت في سنة 1196 كنيسة أرثوذكية وأصبحت قبرص دولة أرثوذكسية. لم تستطع جيوش ريتشارد قلب الاسد السيطرة على الجزيرة طويلاً فباعها لفرسان الهيكل ولكنهم لم يستطيعوا الوفاء بالثمن فانتزعها منهم وباعها للملك غي دي لوزينيان ملك بيت المقدس المعزول والذي أسس سلالة لوزينيان التي حكمت قبرص حتى 1489م. أعلنوا اللغة اللاتينية هي اللغة الرسمية، واستبدلوها لاحقًا بالفرنسية؛ وبعدها بفترة، تم الاعتراف باليونانية لغة رسمية ثانية. وأصبحت الجزيرة مركزاً هاماً للثقافة الفرنسية في الشرق إبان حكم غي دي لوزينيان وأسرته. وفي سنة 1196 تأسست الكنيسة اللاتينية وشهدت الكنيسة القبرصية الأرثوذكسية سلسلة من الاضطهاد الديني. خلال الحروب الصليبية استقر الموارنة في قبرص وما زالوا يحتفظون ببعض القرى في الشمال.

## مملكة قبرص

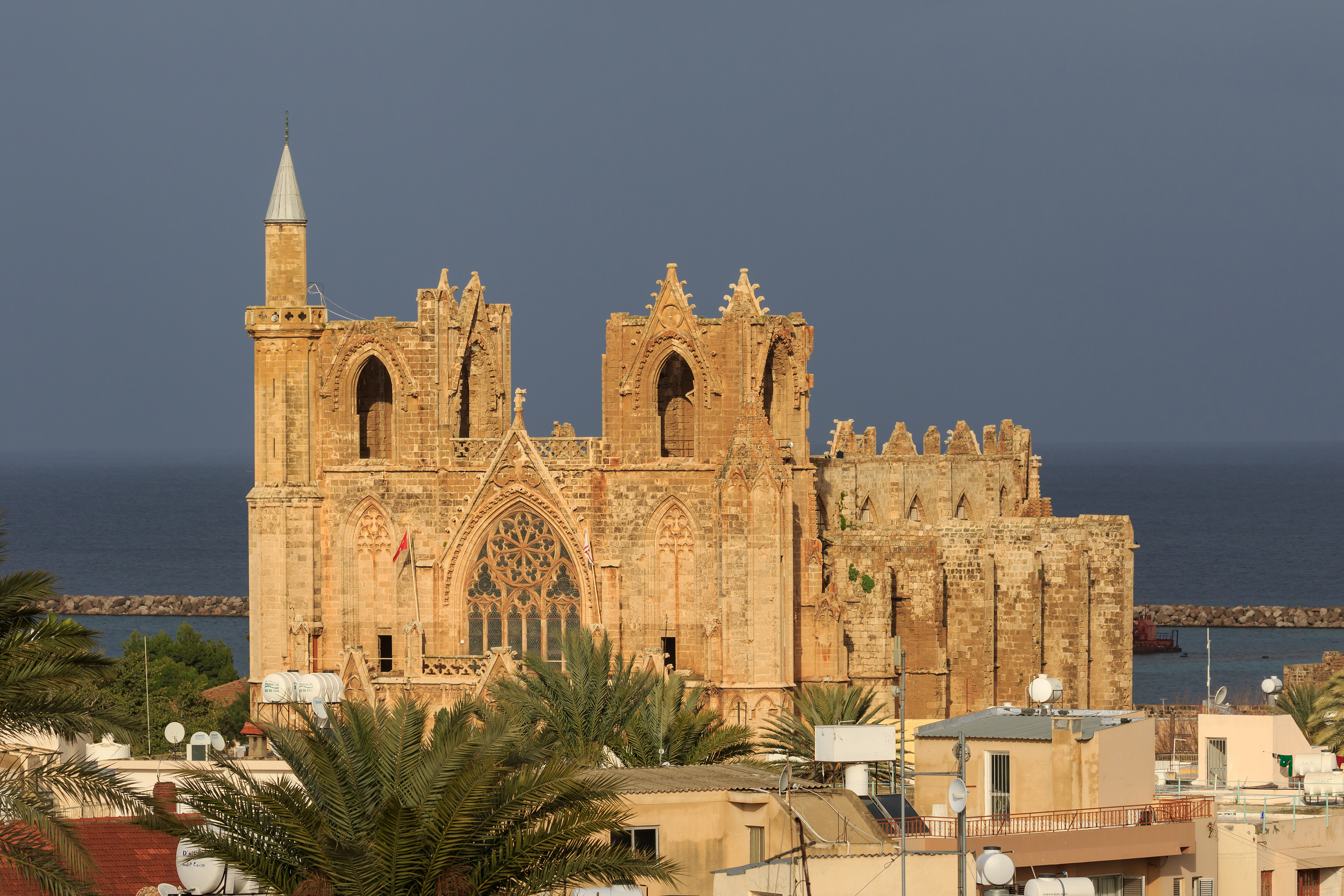
كاتدرائية القديس نيكولاس، تم تكريسها 1328 وهي أكبر مبنى من القرون الوسطى في فاماغوستا، حيث تم تتويج ملوك قبرص وأيضًا كونهم ملوك للقدس. وفي سنة 1571 بعد أن سقطت في يد الدولة العثمانية أصبح مسجد ماغوزا، ولا يزال مسجدًا حتى يومنا هذا.

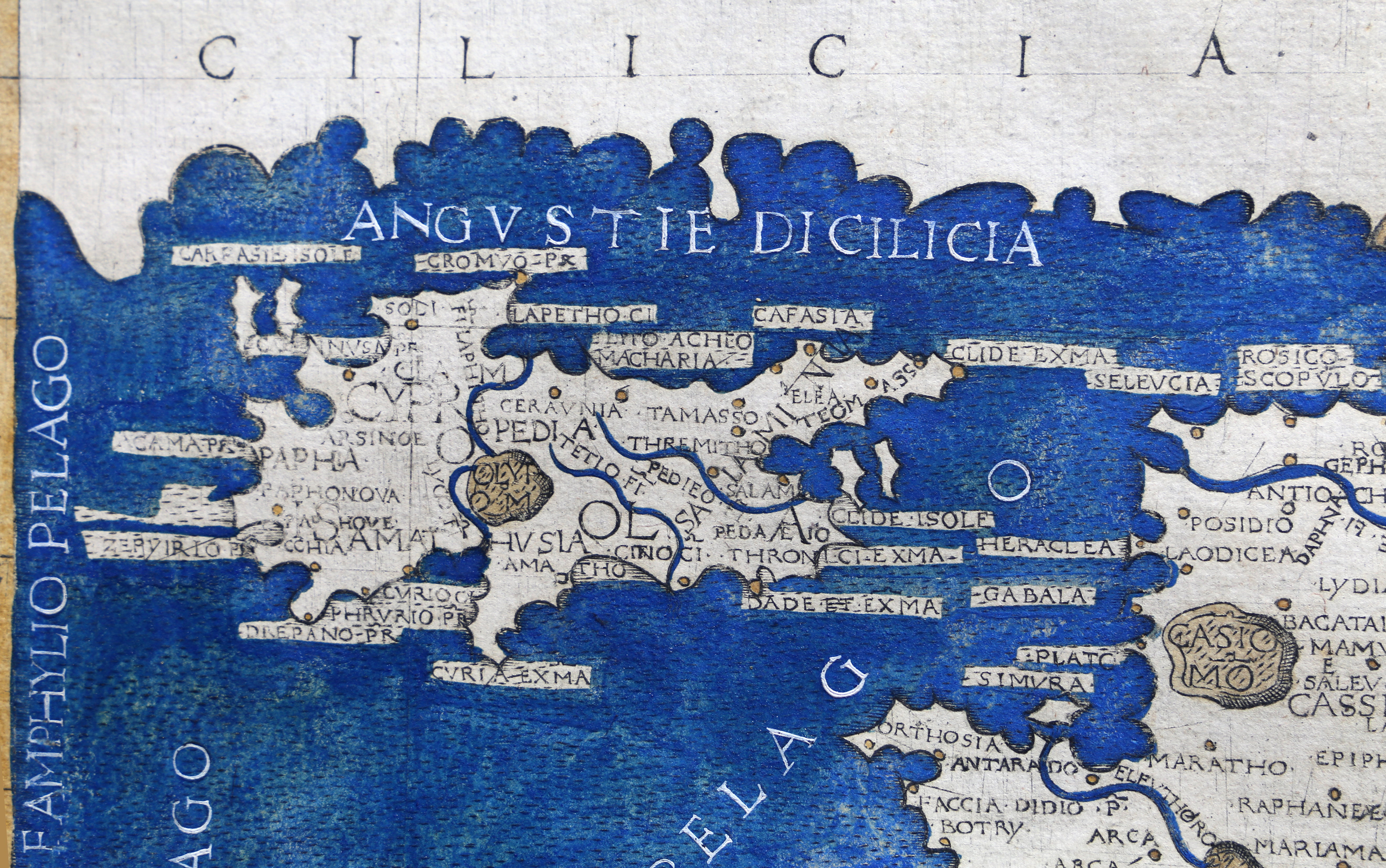
قبرص في 1482

حصل آيمري الأول ملك قبرص (إيمري دي لوزينيان) على التاج الملكي واللقب من هنري السادس (إمبراطور روماني مقدس). وكانت هناك أقلية صغيرة من الروم الكاثوليك في الجزيرة محصورة بشكل أساسي في بعض المدن الساحلية، مثل فاماغوستا ونيقوسيا الداخلية العاصمة التقليدية. احتفظ هؤلاء بزمام السلطة والحكم، بينما كان السكان اليونانيون يعيشون في الريف؛ كان هذا يشبه إلى حد كبير التنظيم في مملكة القدس. سُمح للكنيسة الأرثوذكسية الشرقية المستقلة في قبرص برئيس أساقفة خاص بها ولا تخضع لبطريرك بالبقاء في الجزيرة، لكن الكنيسة اللاتينية أزاحتها إلى حد كبير في مكانتها وحازت على ممتلكاتها.
بعد وفاة آيمري اللوزينياني، انتقلت المملكة باستمرار إلى سلسلة من الأولاد الصغار الذين نشأوا كملوك. كانت أسرة إبلين [الإنجليزية] التي كانت تتمتع بسلطة كبيرة في القدس قبل سقوطها، بمثابة الوصي خلال السنوات الأولى. وفي سنة 1229 طرد الإمبراطور الروماني المقدس فريدريك الثاني أحد حكام إبلين من السلطة، مما جلب الصراع بين الغويلفيين والغيبيلين إلى الجزيرة. هُزم أنصار فريدريك في هذا الصراع في سنة 1233، وعلى الرغم من استمراره لمدة أطول في مملكة القدس والإمبراطورية الرومانية المقدسة. واستمر أحفاد فريدريك هوهنشتاوفن في الحكم ملوكًا للقدس حتى 1268 عندما ادعى هيو الثالث ملك قبرص (توفي 1284) من عائلة لوزينيان لقب عكا وأراضيها بعد وفاة كونراد الثالث ملك القدس، وبالتالي توحيد المملكتين. فقدت الأراضي في فلسطين أخيرًا عندما كان هنري الثاني ملكًا سنة 1291، لكن ملوك قبرص استمروا محافظين على اللقب.
كان لقبرص مجلس أعلى مثل القدس، رغم أنها أقل قوة مما عليه في القدس. ولكن كانت الجزيرة أغنى وأكثر إقطاعية من القدس، لذلك كان لدى الملك ثروة شخصية أكبر ويمكنه تجاهل المجلس الأعلى. كانت أهم عائلة تابعة هي أسرة إبلين متعددة الفروع. بالإضافة إلى أن الملك كان في كثير من الأحيان في صراع مع التجار الإيطاليين، خاصة وأن قبرص أضحت مركز التجارة الأوروبية مع إفريقيا وآسيا بعد سقوط عكا سنة 1291.
بدأت المملكة تقع تحت سيطرة تجار جنوة أكثر فأكثر في القرن الرابع عشر، حتى خضعت الجزيرة لوصاية جنوة وأصبحت قبرص دولة كاثوليكية. لذلك انحازت قبرص إلى بابوية أفينيون في الانقسام الغربي، على أمل أن يتمكن الفرنسيون من طرد الإيطاليين. إبان هذا شن السلطان المملوكي برسباي ثلاث حملاتٍ على الجزيرة ما بين 1424-1426م أسر في الثالة ملكها يانوس وأجبر قبرص على دفع الجزية لمصر. ثم جعلوها دولة خاضعة في 1426. خسر الملوك المتبقون كل استقلالهم تقريبًا، حتى 1489 عندما أُجبرت الملكة الأخيرة كاثرين كورنارو على بيع الجزيرة إلى البندقية. ثم بعدها بدأ العثمانيون في غزو قبرص، حتى استولوا عليها سنة 1571.

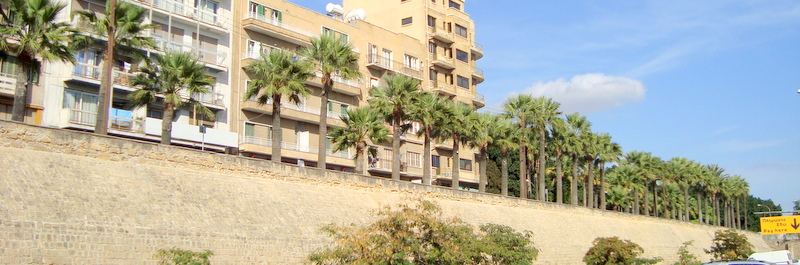
أسوار نيقوسيا الفينيسية.

## الحكم العثماني

### قبرص سنة 1571
استولى العثمانيون على الجزيرة سنة 1571 م على يد السلطان سليم الثاني بجيش من 350-400 سفينة وما بين 60-100 ألف جندي، وطردوا البنادقة منها، وذلك بغرض القضاء على مراكز القرصنة في شرق البحر المتوسط، وقد تعايش الأتراك والقبارصة في وئام على الجزيرة. كانت قبرص غنية بالملح والسكر والقطن والحبوب وغيرها من سلع الاستيراد والتصدير في ذلك الوقت، بالإضافة إلى أنها كانت أيضًا مركز نقل لتجارة سوريا والبندقية. نتيجة لذلك عملت قبرص كمركز تجاري رئيسي في شرق البحر الأبيض المتوسط للتجارة البحرية لمدينة البندقية.
كان من أهم نتائج الغزو العثماني للجزيرة القضاء على نظام البندقية الإقطاعي. ومع أن البنادقة فقدوا سيطرتهم على الجزيرة، إلا أنهم واصلوا التعامل معها في التجارة. فأفرج عن التجار الذين سجنوا أثناء الحرب، وأعيدت بضائعهم وسفنهم إليهم. ولم تنقطع التجارة معهم إلا زمن الحروب. كان هناك أيضًا قناصل البندقية موجودون في قبرص لتحقيق الاستقرار في التجارة وحماية التجار. اعتادت حكومة قبرص اقتراض الأموال من تجار البندقية في أوائل القرن السادس عشر وحتى نهاية الحكم العثماني لقبرص.

### الدين والثقافة تحت القيادة العثمانية
تشكلت بالجزيرة جاليات تركية بعد الغزو العثماني حتى بلغ عدد السكان المسلمين في قبرص ثلث السكان خلال قرن واحد.
وفي 1777 م كان عدد السكان 84000 نسمة منهم 47000 من المسلمين. لهذا السبب تم تقديم نظام الملة في قبرص، حيث سمح لسلطات الأقليات الدينية بالحكم للحفاظ على السلام في البلاد. وسمح لاهل قبرص بإدارة اراضيهم مقابل الجزية وأيضا الاعتراف بالاسقف الأرثوذكسي كشخصية لها سلطات إدارية في قبرص والسماح للأرثوذكس بممارسة انشطتهم الدينية بعد ما شهدوه من الاضطهادات الدينية من قبل حكام قبرص البنادقة الكاثوليك. وحاولت الدولة العثمانية نشر الثقافة الإسلامية في قبرص. كان هذا يتعلق بشكل خاص بالنساء حيث كان عليهن في الإسلام تغطية رؤوسهن ومعظم النساء في ذلك الوقت يطبقن تلك القاعدة.
وفي عام 1821 اتهمت السلطات العثمانية الكنيسة القبرصية الأرثوذكسية بدعم اليونانيين الثائرين على الحكم العثماني فقامت السلطات بعزل الاسقف الأرثوذكسي واعدام العديد من الأرثوذكس. وفي 1828 طلب الكونت إيوانيس كابودستردياس حاكم اليونان الأول دمج قبرص مع اليونان، فحدثت بعض الانتفاضات صغيرة النطاق.

### تغيير إدارة قبرص
بدءًا من 1670 غير العثمانيون النظام الإداري لقبرص عدة مرات. من سنجق إلى إدارة الصدر الأعظم مباشرة إلى إيالة والعودة إلى إقطاعية وأخيراً إلى سنجق.
| من   | إلى  | نوع الإدارة                                |
| ---- | ---- | ------------------------------------------ |
| 1571 | 1670 | إيالة قبرص                                 |
| 1670 | 1703 | سنجق قبرص تحت إيالة الأرخبيل [الإنجليزية]. |
| 1703 | 1745 | قبرص تحت سيطرة الصدر الأعظم مباشرة.        |
| 1745 | 1748 | إيالة قبرص مرة أخرى ولفترة وجيزة.          |
| 1748 | 1784 | عودتها تحت سيطرة الصدر الأعظم مباشرة.      |
| 1784 | ...  | سنجق قبرص تحت إيالة الأرخبيل.              |

### قبرص 1878 (الحرب الروسية التركية)
خلال الحرب الروسية التركية في البحر الأبيض المتوسط استعدت قبرص لنتائج الحرب، وهو مما جرى حيث ترك السكان يعانون من مشاكل مالية لعقود قادمة. وطالب الروس بدعاياتهم في البحر الأبيض المتوسط المسيحيين اليونانيين الأرثوذكس إلى محاربة الدولة العثمانية. حاولت قبرص الموازنة بين دعم العثمانيين بالحبوب، ومن ناحية أخرى عدم معارضة روسيا.
عندما هزم الروس العثمانيين في الحرب وانعقد اجتماع برلين في العام التالي من أجل مراجعة معاهدة سان ستيفانو التي وقعتها روسيا والدولة العثمانية وفق الشروط التي أملتها الأولى. ثم أعلن رسميًا في 9 يوليو 1878 أنه في 4 يونيو السابق قام البريطانيون والسلطان بالتوقيع سرا على اتفاقية القسطنطينية التي بموجبها أُسندت ملكية وإدارة قبرص إلى بريطانيا العظمى، بالمقابل توافق المملكة المتحدة على دعم الدولة العثمانية في حربها مع روسيا. تم إضفاء الطابع الرسمي على هذه الاتفاقية باسم اتفاقية قبرص.

## قبرص البريطانية

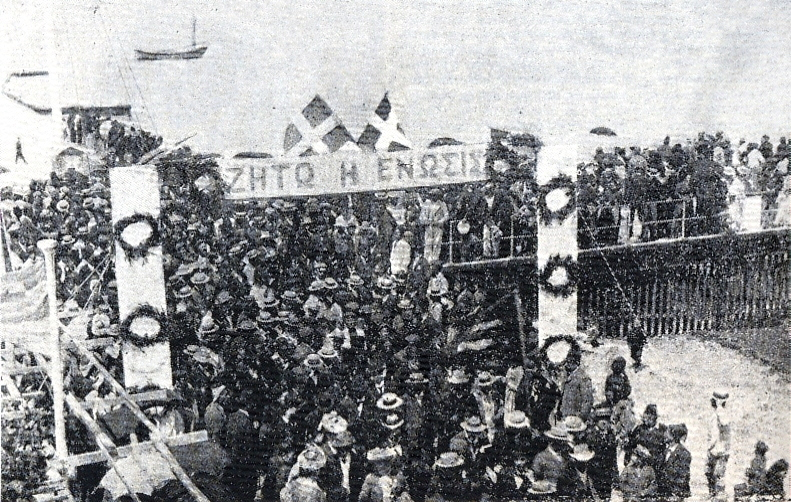
مظاهرة قبرصية في ثلاثينيات القرن الماضي لصالح إينوسيس (الوحدة) مع اليونان.

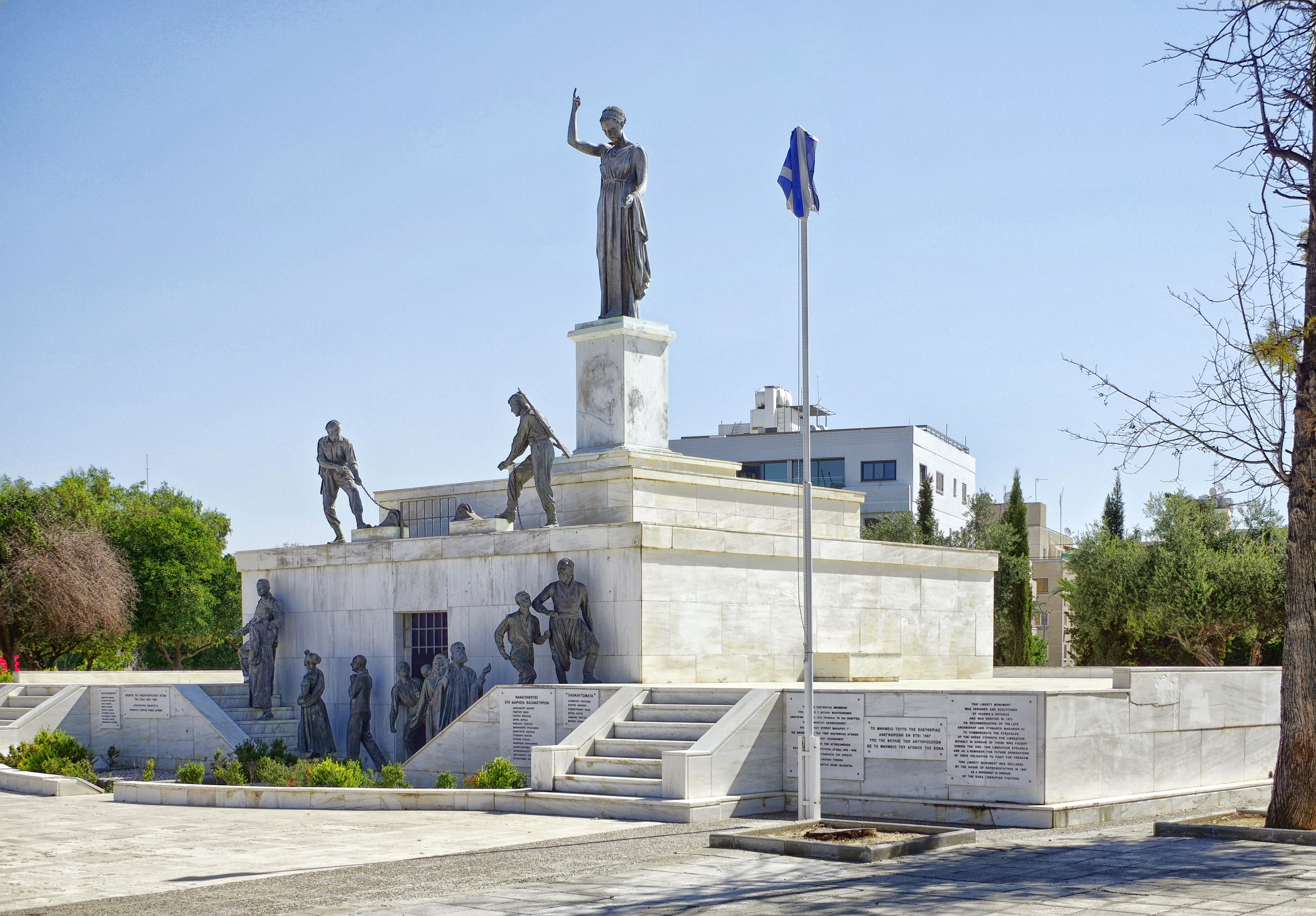
تمثال الحرية يرمز إلى استقلال قبرص.

بعد اتفاقية قبرص بين الدولة العثمانية وبريطانيا، وحصول الأخيرة على حق إدارة الجزيرة مع الاحتفاظ بسيادة العثمانيين عليها مقابل مبلغ مالي تدفعه بريطانيا، وبالتالي يدفع أهالى قبرص تلك الضريبة لمساعدة بريطانيا التي بدورها تدافع عن الدولة العثمانية ضد أي هجوم روسي. وقد كان رد فعل القبارصة اليونانيين على الانتقال الحكم من الدولة العثمانية إلى الإمبراطورية البريطانية إيجابيا، حيث اعتقدوا أن ذلك سيؤدي إلى الإينوسيس، أي اتحاد قبرص مع اليونان. وهو جزء من طموح أوسع للدولة اليونانية لضم مناطق من الدولة العثمانية يسكنها اليونانيون، مثل قبرص وآسيا الصغرى وإسطنبول. وروجت الكنيسة القبرصية الأرثوذكسية لتلك الفكرة، التي كان لها العديد من الأعضاء ممن تعلم ودرس في اليونان. واعتبر القبارصة اليونانيون أن الجزيرة هي تاريخيًا يونانية وأن الاتحاد مع اليونان هو حق طبيعي. وعندما جاء الجنرال البريطاني وولسيلي إلى قبرص في 1878 لتأسيس الحكم البريطاني، التقى به رئيس أساقفة كيتيون فطلب منه بعد الترحيب به أن تتنازل بريطانيا عن قبرص لليونان. لأنه كان على علم بأن البريطانيين أعادوا الجزر الأيونية». إلى اليونان في 1864، وكان القبارصة يأملون أيضًا باستثمارات بريطانية في الجزيرة.
أما رد فعل القبارصة الأتراك فقد كان في البداية إيجابيًا على الانتقال إلى الحكم البريطاني. ولكن في وقت لاحق وبعد رؤية متابعة سياسة الإينوسيس، وخوفًا من تكرار نفس المشهد مع اتحاد جزيرة كريت واليونان الذي أدى إلى هروب الكريتانيين الأتراك، فقد كانوا قلقين للغاية. وطالبوا بسياسة التقسيم.

### الحرب العالمية الأولى
في ديسمبر 1912 قدمت الحكومة البريطانية عرضًا لليونان لاستبدال قبرص بقاعدة بحرية في أرغوستولي في كيفالونيا من أجل السيطرة على البحر الأيوني، قدم الاقتراح وزير المالية البريطاني لويد جورج. وقد وافق فينيزيلوس على المقترح، ولكن قام وزير الخارجية جورج سترايت والملك قسطنطين الأول بمنع الصفقة. وقد تكرر العرض في 1913. وبعد دخول الدولة العثمانية الحرب العالمية الأولى إلى جانب ألمانيا اعلنت بريطانيا ضم قبرص إليها. فساهمت قبرص في الحرب العالمية الأولى مساهمة غير مباشرة، حيث شاركت من خلال توفير الطعام والخشب والخيول، بينما تطوع في الحرب 13 ألف قبرصي يوناني وتركي. فأرادت بريطانيا في 1915 أن تتحالف اليونان معها ضد قوى المركز. في سلسلة من المحادثات والمقترحات عرض عليها قبرص ومعها مناطق أخرى من الأراضي العثمانية إذا تفككت. تلقى زيميس رئيس وزراء اليونان آنذاك الاقتراح النهائي في 17 أكتوبر، وطلب بعض الوقت للتشاور مع ملك اليونان الذي كان مؤيدًا لألمانيا ورفض العرض البريطاني. فسحبت بريطانيا العرض. وبعد معاهدة لوزان 1923 تخلت تركيا بموجبها عن قبرص لبريطانيا سنة 1923، فولد ذلك بعض الآمال بسبب إزالة عقبة خطيرة للغاية أمام عودة قبرص إلى اليونان. ولكن أعلنت بريطانيا في 1925 بعدم التنازل عن قبرص لليونان، وأن الجزيرة مستعمرة التاج. فأصبح من الواضح للقبارصة اليونانيين من المسؤولين الإنجليز (مثل وزير المستعمرات ليو أميري) أن التوحيد كان غير وارد، وأن هذا الموضوع قد أُغلق نهائيًا، ودحض آمال وتوقعات القبارصة اليونانيين لتحقيق مثلهم الأعلى.

### الإدارة البريطانية
كان على الإدارة الإنجليزية أن تواجه عدة مشاكل منذ البداية. فالعقبة الأولى هي الكهنوت والطبقة العليا اليونانية. فقد تمتعت هاتان الطبقتان بامتيازات كبيرة اكتسبتها من خلال التعاون مع نظام الفساد والقمع والاستغلال. وفقًا لأول قائد إنجليزي: لم يكونوا أكثر من «طغاة». لذلك فإن الكنيسة لن تتمتع بالإعفاء من ضرائب ملكية الأرض. وبعدها لن تنظر المحاكم في الجرائم التي لا تتعلق بالقانون الإنجليزي. علاوة على ذلك فإن الأساقفة كما المفتين، لن يدخلوا الهيئات الاستشارية للإدارة الحاكمة. وفوق ذلك فإن رجال الدين الذين انتهكوا القانون المدني سيحاكمون أمام المحاكم المدنية بدلاً من المحاكم الكنسية. وأخيرًا منع الدولة من استخدام قوتها لتحصيل ضرائب الكنيسة، مما أدى إلى انخفاض الإيرادات بنسبة الثلثين على الأقل.
عرضت إنجلترا على الشعب القبرصي دستورًا، والحق في المشاركة في اتخاذ قرار بشأن بعض القضايا. ولكن لم يكن لديه الحق في اتخاذ قرار بشأن الميزانية. كما قاموا بإنشاء مجلس تنفيذي. وكان القبارصة اليونانيون سعداء بهذا التطور، بينما لم يكن القبارصة الأتراك سعداء، لأنه نص على الانتخاب النسبي للممثلين وبالتالي فإن اليد العليا هي للقبارصة اليونانيين. حرصت الإدارة الإنجليزية على القضاء على النظام الفاسد الذي كان موجودًا في النظام العثماني بخلق كوادر دائمة وشرطة منظمة عسكريًا مدربة ومجهزة جيدًا. ومع ذلك كانت الضرائب المفروضة على قبرص باهظة، مما ساهم في فقر الناس وتدهور التعليم والنقل والصحة - كان هناك تفشي للملاريا قريبًا من المدن -.
تم التعبير عن الرغبة في الاتحاد منذ اللحظة الأولى للوجود الإنجليزي في الجزيرة. ولكن بعد معارضة إنجلترا الصريحة لمنح الجزيرة لليونان، أصبحت منذ ذلك الحين من الناحية القانونية السيادة لتركيا. ففي 1901 أثناء تنصيب إدوارد السابع اندلعت مظاهرات حاشدة في قبرص لصالح الإينوسيس، بينما بدأت التوترات الطائفية الأولى في السنوات التالية لأن القبارصة الأتراك لم يؤيدوا الإينوسيس أو الوحدة مع تركيا. وفي المدارس لم يكتف المدرسون بتدريس الولاء لليونان، بل اعتبروا أنه من الطبيعي الترويج لاتحاد قبرص معها.

### السعي وراء إنوسيس بعد الحرب
وفي عشرينيات القرن العشرين قرر القادة السياسيون لليونانيين القبارصة تبني تغيير في تكتيكاتهم من أجل توحيد الجزيرة مع اليونان. بدلاً من المسار الذي لا هوادة فيه للاتحاد والوحدة تقرر في ظل هذه الظروف التفاوض على بعض الحريات المدنية وكسبها لصالح الشعب القبرصي. لذلك تم تشكيل في 1921 المنظمة السياسية في قبرص لخدمة هذا الغرض، ولكن تم حلها في وقت لاحق من ذلك العقد. وخلال تلك الفترة ساد الود ما بين القبارصة اليونانين والاتراك وتعاونوا معا ضد الوجود الإنجليزي، ففي 1921 رفض اهالي قبرص قانون يلزم مدارس الجزيرة باعتماد اللغة الإنجليزية وزادت العمليات العسكرية ضد الوجود البريطاني في الفترة ما بين 1928 إلى 1931.
بعد تعيين رونالد ستورس (فلهيليني) في نوفمبر 1926 حاكمًا جديدًا لقبرص تعززت بين القبارصة اليونانيين فكرة أن الحكم البريطاني سيكون نقطة انطلاق للضم مع اليونان. ولكن توترت العلاقات في 1928 عندما رفض القبارصة اليونانيون المشاركة في الاحتفال بالذكرى السنوية الخامسة عشرة للاحتلال البريطاني لقبرص. ودعت اليونان إلى التزام الهدوء والحد من انتشار المقالات المناهضة للاستعمار في الصحف القبرصية اليونانية. أصبح التعليم ساحة أخرى للصراع مع تمرير قانون التعليم، الذي سعى إلى الحد من التأثير اليوناني في مناهج المدارس القبرصية. كما أعرب الوحدويون القبارصة عن أسفهم للمعاملة التفضيلية المفترضة لمالطا ومصر على حساب قبرص. ساءت العلاقات أكثر عندما أقرت السلطات البريطانية من جانب واحد قانون عقوبات جديد يسمح من بين أمور أخرى استخدام التعذيب. وفي 1929 وصل أعضاء المجلس التشريعي رئيس أساقفة كيتيون نيكوديموس وستافروس ستافريناكيس إلى لندن، وقدموا مذكرة إلى سكرتير المستعمرات اللورد باسفيلد احتوت على مطلب إنوسيس. وكما في المحاولات السابقة كانت الإجابة بالرفض.

### اضطرابات أكتوبر 1931
وفي سبتمبر 1931 اعتمدت السلطات البريطانية ميزانية هذا العام على الرغم من عدم موافقة أغلبية أعضاء المجلس التشريعي بسبب رفضهم الزيادات الضريبية التي كان من المفترض أن تغطي عجز الميزانية المحلية. فرد نواب القبارصة اليونانيين بالاستقالة من مناصبهم. علاوة على ذلك دعا رئيس أساقفة كيتيون نيكوديموس في 18 أكتوبر القبارصة اليونانيين للانخراط في أعمال عصيان مدني حتى يتم الوفاء بمطالبهم لإينوسيس. وفي 21 أكتوبر 1931 تظاهر 5000 قبرصي يوناني معظمهم من الطلبة والكهنة ووجهاء المدينة في شوارع نيقوسيا وهم يرددون شعارات مؤيدة لإينوسيس فيما أصبح يعرف بأحداث أكتوبر. فحاصر الحشد مبنى الحكومة وبعد ثلاث ساعات من إلقاء الحجارة على المبنى، أضرمت فيه النيران. وفي النهاية قامت الشرطة بتفريق مثيري الشغب. في الوقت نفسه تم تجريد الأعلام البريطانية من المكاتب العامة في جميع أنحاء البلاد، وغالبًا ما تم استبدالها بالأعلام اليونانية. تمت استعادة النظام في بداية نوفمبر. قُتل ما مجموعه سبعة متظاهرين وأصيب ثلاثون ونُفي عشرة مدى الحياة، بينما تلقى 2606 عقوبات مختلفة تتراوح بين أحكام بالسجن وغرامات بسبب أنشطة إثارة الفتنة. واتهم البريطانيون المستشار العام اليوناني في نيقوسيا أليكسيس كيرو (وهو قومي يوناني من أصل قبرصي) بالتحريض على الثورة. وكان كيرو يعمل خلف الكواليس لإنشاء جبهة معارضة موحدة ضد البريطانيين قبل اندلاع الأحداث في عصيان مباشر للأوامر التي تلقاها من أثينا. فأضرت أفعاله عن غير قصد بكل من قضية إينوسيس والعلاقات الأنجلو-يونانية، فأقيل من منصبه. وكذلك وجهت الثورة أيضًا ضربة لمسيرة ستورز المهنية، فتم نقله إلى منصب حاكم شمال روديسيا.

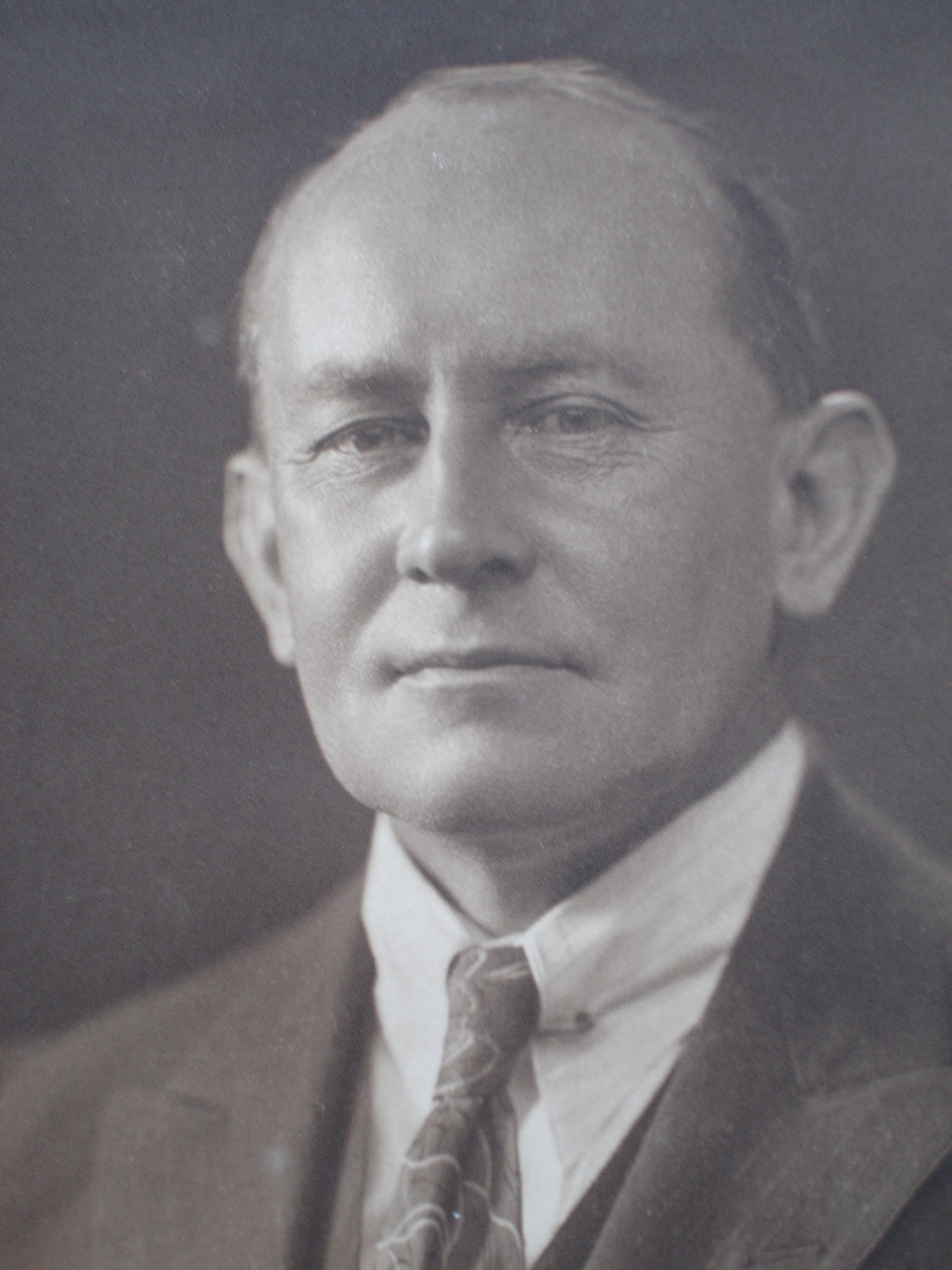
السير ريتشموند بالمر

### البالمرقراطية
كانت الفترة بين أكتوبر 1931 وأكتوبر 1940 من أكثر الفترات صعوبة على القبارصة. فتولى الحاكم الجديد السير ريتشموند بالمر منصبه في 9 نوفمبر 1933 ثم اتخذ مجموعةً من التدابير القمعية، من ضمنها إلغاء انتخابات المجلس التشريعي والبلدية، وأُحيل تعيين سلطات القرى وقضاة المقاطعات إلى حاكم الجزيرة. تم حظر نشر الأفكار الغريبة ورفع الأعلام الأجنبية كما تم حظر التجمع لأكثر من 5 أشخاص، وفرض قيود على إدارة وعمل المدارس اليونانية، فلم يعد التعليم متمحورًا حول اليونان، وحظر الاتحادات والجمعيات التجارية بجميع أنواعها وأشكالها. تهدف الإجراءات الجديدة إلى قمع عمل الكنيسة الأرثوذكسية والمنظمات الشيوعية. كان للرقابة تأثير شديد على عمل الصحف خاصة تلك المرتبطة بسياسات اليسار، وكذلك إنشاء قاعدتين عسكريتان لا تزالان تعملان حتى الآن في منطقتى أكروتيري ودهكيليا على امتداد الساحل الجنوبي. وهكذا دخلت قبرص فترة حكم استبدادي عُرفت باسم «البّالمرقراطية» (Παλμεροκρατία ، "Palmerocracy") على اسم الحاكم ريتشموند بالمر. هدَفَ هذا النظام إلى منع الاهتمام المحلي بالسياسة. استوطن الفقر في الجزيرة، فتسبب هذا بالعديد من الإضرابات وتعزيز الحزب الشيوعي في الجزيرة. وخرج القبارصة باحتجاجات شديدة ضد هذا النظام. غادر بالمر قبرص في 1939، وأصبح اسمه مرادفًا للبؤس والديكتاتورية. ولكن لم ترفع التدابير القمعية حتى بداية الحرب العالمية الثانية.

### من الحرب العالمية الثانية إلى الاستقلال
في 28 أكتوبر 1940 دخلت اليونان الحرب مع الحلفاء على الرغم من مشاكلها القديمة معهم. أعلن الشعب القبرصي عن استعداده للمشاركة في النضال المشترك للدفاع عن حرية العالم. ورحب الإنجليز بموقف القبارصة هذا بسرور. ولم تتوقف الإذاعة البريطانية والمسؤولون البريطانيون عن الثناء على اليونان والقبارصة اليونانيين. كانت سلطات الاحتلال قد وضعت لافتات ضخمة خارج مكاتب التجنيد الإنجليزي في الجزيرة، دعت القبارصة إلى «القتال من أجل اليونان والحرية» وقالت بشكل مميز: «من خلال النضال من أجل حرية الشعوب، فأنت تقاتل من أجل حريتك». تم تجنيد أكثر من ثلاثين ألفًا من القبارصة اليونانيين في الجيش وقاتلوا على جميع الجبهات تقريبًا.

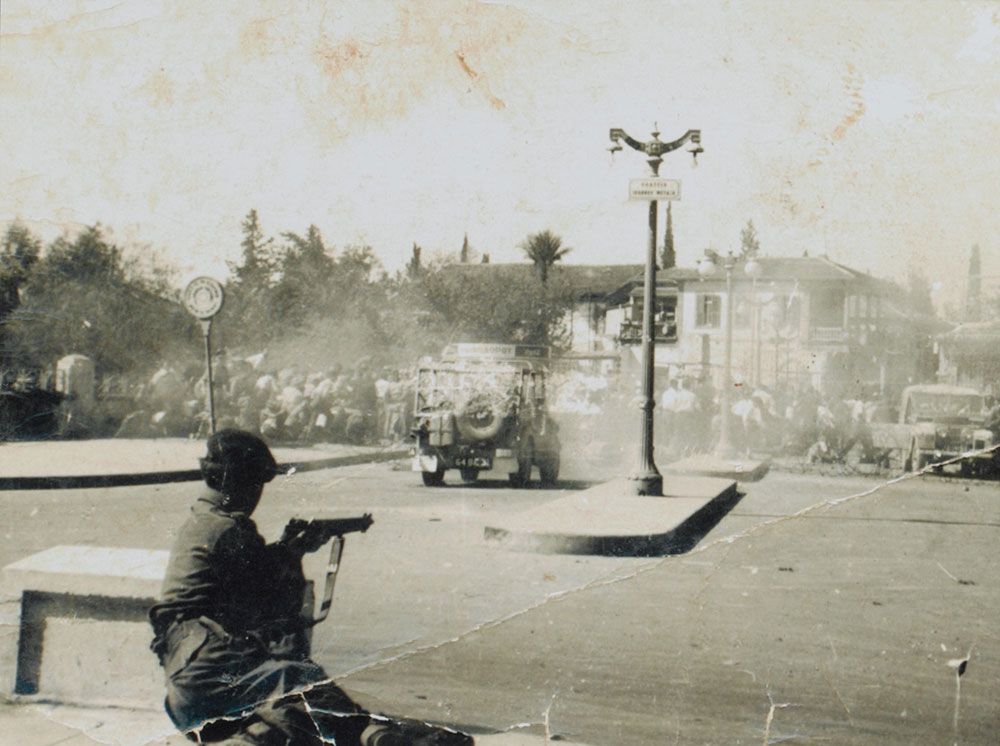
جندي بريطاني في مواجهة حشد من المتظاهرين خلال معركة مستشفى نيقوسيا 1956

في يناير 1950 نظمت الكنيسة الأرثوذكسية في قبرص استفتاء الاتحاد (استفتاء حول الانضمام إلى اليونان)، حيث كان يحق للقبارصة اليونانيين فقط التصويت، وكانوا يشكلون حوالي 80 ٪ من السكان في ذلك الوقت . على الرغم من وجود مشاكل تنظيمية محلية، إلا أن النتيجة أظهرت الإرادة القوية للقبارصة اليونانيين من أجل الاتحاد. ومع ذلك لم يلق طلبهم آذانًا صاغية، لأن المجتمع الدولي لم يُظهر أي رغبة في دعم طلبهم.[بحاجة لمصدر][بحاجة لمصدر] وقد رد القبارصة الأتراك بشدة على الاستفتاء وإمكانية قيام الإينوسيس بمظاهرات حاشدة.
في أبريل 1955 نشأت المنظمة الوطنية للمقاتلين القبارصة أو اختصارًا «إيوكا» (EOKA) بقيادة جورجيوس غريفاس وبهدف محدد هو شن حملة عسكرية لإنهاء وضع قبرص كمستعمرة للتاج البريطاني وتحقيق ضم الجزيرة إلى اليونان. عارض حزب AKEL وهو حزب شيوعي في الجزيرة العمل العسكري لإيوكا، ودعا إلى نهج غاندي في العصيان المدني، مثل الإضرابات العمالية والمظاهرات. فأسس القبارصة الأتراك منظمة المقاومة التركية (TMT) كقوة موازية لإيوكا برئاسة رؤوف دنكطاش وبمعاونة تركيا وذلك لحماية القبارصة الاتراك ومالبثت الحركة ان تخلت عن السرية واطلقت على نفسها المقاومة التركية.
فُجرت القنابل الأولى في الأول من شهر أبريل، وتبعها توزيع منشورات على السكان. بدأت الهجمات على مراكز الشرطة في 19 يونيو. فأعلن الحاكم البريطاني حالة الطوارئ في 26 نوفمبر 1955. في السنوات الأربع التالية هاجمت إيوكا البريطانيين والأهداف ذات العلاقة ببريطانيا والقبارصة الذين اتهمتهم بالتعاون مع السلطات البريطانية. نُفي مكاريوس الثالث رئيس أساقفة الكنيسة القبرصية الأرثوذكسية مع عدد من رجال الدين والسياسيين القبارصة إلى جزر سيشل. وقد قُتل 371 من الجنود البريطانيين خلال إعلان حالة الطوارئ في قبرص.
انتهت حالة الطوارئ في قبرص سنة 1959 إلى اتفاقيتا لندن وزيورخ وإنشاء دولة ثنائية الطائفتين ووضع دستور للجزيرة، وأن يحتفظ البريطانيون بقاعدتين عسكريتين مهيمنتين. واعترف بالقبارصة الأتراك بأنهم جزء من المجتمع القبرصي. شعر القبارصة اليونانيون بخيبة أمل لأن نضال الاحتلال لم يؤد إلى الانوسيس المقصود. تم انتخاب رئيس أساقفة قبرص مكاريوس الثالث زعيمًا للقبارصة اليونانيين ورئيسًا لجمهورية قبرص المنشأة حديثًا.

## قبرص الحديثة

### 1960 - 1963
وضع دستور عام 1960 شكلاً من أشكال تقاسم السلطة أو حكومة توافقية، حيث تم تقديم تنازلات للأقلية القبرصية التركية مثل شرط أن يكون نائب رئيس قبرص وما لا يقل عن 30 ٪ من أعضاء البرلمان من الأتراك القبارصة. وأصبح رئيس الأساقفة مكاريوس الثالث رئيسًا والدكتور فاضل كوجوك نائبًا للرئيس. واعتبر الدستور موافقته على القرارات الهامة المتعلقة بالدفاع واالخارجية والنواحي الاقتصادية ضرورية لبدء العمل بتلك القرارات. مع وجود قوات تركية ويونانية رمزية داخل الجزيرة.750 جندي تركي وما يقرب من 1000 جندي يوناني. كان من بين مواد الدستور إنشاء بلديات محلية منفصلة حتى يتمكن القبارصة اليونانيون والأتراك من إدارة بلدياتهم في المدن الكبيرة. فأصبحت قبرص عضوًا في الأمم المتحدة في سبتمبر 1960، وفي مارس 1961 أصبحت عضوًا في الكومنولث البريطاني وفي مايو من نفس العام عضوًا في مجلس أوروبا.
استاء القبارصة اليونانيين من الدستور الجديد، وشعروا أنه غير عادل بالنسبة لهم لأسباب تاريخية وديموغرافية والمآثر. ومع أن 80٪ من سكان الجزيرة هم قبارصة يونانيين، وأنهم يدفعون 94٪ من الضرائب، فإن الدستور الجديد منح 17٪ من السكان القبارصة الأتراك الذين دفعوا 6٪ من الضرائب، وحوالي 30٪ من الوظائف الحكومية و 40٪ من وظائف الأمن القومي. فقاموا بإنشاء منظمة أكريتاس شبه الحكومية مع مديرين تنفيذيين لكبار المسؤولين الحكوميين تحت إشراف مكاريوس. واستمر القبارصة الأتراك في الحفاظ على TMT. وفي نوفمبر 1963 قدم مكاريوس نقاطه الـ 13 لتعديل الدستور بهدف التخفيف من الطائفية والحد من سلطة القبارصة الأتراك. رفض القبارصة الأتراك واشتد مناخ التقاطب. سرعان ما وصلت الأمور إلى ذروتها في أواخر 1963 بصدامات دامية عُرفت باسم عيد الميلاد الدامي. جرى ترتيب عمليات لوقف إطلاق النار بين الجانبين، لكنها فشلت أيضًا. وفي يوم 24 ديسمبر انضمت بريطانيا واليونان وتركيا إلى المحادثات. وأخيرًا تم الاتفاق على السماح بقوة قوامها 2700 جندي بريطاني للمساعدة في فرض وقف إطلاق النار. في الأيام التالية أنشئت منطقة عازلة في نيقوسيا، وتم رسم الخط الأخضر في نيقوسيا في ديسمبر 1963. وإن استمر القتال عبر الجزيرة لعدة أسابيع تالية. وفي 1964 تم إرسال قوة حفظ سلام تابعة للأمم المتحدة، ولا تزال تلك القوات في مكانها إلى اليوم.

### 1964 - 1974
بسبب قلقه من احتمال حدوث غزو تركي قرر مكاريوس إنشاء جيش قبرصي يوناني قائم على التجنيد سمى الحرس الوطني يوم في 25 فبراير 1964. وتولى جنرال من اليونان قيادة الجيش، في حين تم تهريب 20 ألف ضابط وجندي مجهزين تجهيزًا جيدًا من اليونان إلى قبرص. فهددت تركيا بالتدخل مرة أخرى، لكنها حالت دون ذلك بعد رسالة شديدة اللهجة من الرئيس الأمريكي ليندون جونسون الذي حرص على تجنب صراع بين أعضاء الناتو اليونان وتركيا في ذروة الحرب الباردة. لذلك أقام القبارصة الأتراك جسرًا هامًا في كوكينا، فتم تزويدهم بالأسلحة والمتطوعين والعتاد من تركيا والخارج. نظرًا لأن هذا الزحف من الأسلحة والقوات الأجنبية مثل تهديدًا كبيرًا، فقد طلبت الحكومة القبرصية في 13 مارس 1964 جورجيوس جريفاس العودة من اليونان ليكون قائد هيئة الأركان المشتركة في قبرص (EMEK)، وشن هجوم كبير على رأس الجسر. فردت تركيا بإرسال طائراتها المقاتلة لقصف المواقع اليونانية، مما تسبب في تهديد مكاريوس بشن هجوم على كل قرية قبرصية تركية في الجزيرة إذا لم يتوقف القصف. اندلع الصراع الآن بين اليونان وتركيا، حيث حشدت الدولتان قوات على حدودهما التراقية.

#### خطة أشستون
قدم الوسيط القبرصي وزير الخارجية الأمريكي الأسبق دين آتشيسون خطة (تم تقديم نسختين متطابقتين تقريبًا) في 1965 تنص على إنشاء قاعدة تركية تحت السيادة في منطقة إقليمية واسعة في شبه جزيرة كارباسيا القبرصية تعادل 10٪ -11. ٪ من أراضي الجزيرة مقابل اتحاد باقي قبرص مع اليونان. بالنسبة للقبارصة الأتراك الذين لن ينتقلوا إلى تركيا، كان من المتوقع وجود حكم ذاتي لهم واسع النطاق في كانتونات داخل المنطقة اليونانية. لقد كان حلاً أقرب إلى مفهوم الاتحاد المزدوج، وهو توزيع الجزيرة بين اليونان وتركيا، واعتبر هذا الحل جذريًا ونهائيًا من المنظور الأمريكي حيث وضع قبرص تحت سيطرة دولتين عضوين في الناتو وفي الوقت نفسه أزال الصراع البؤري بين الحلفاء في شرق البحر الأبيض المتوسط. ومع ذلك لم تقبل تركيا التأجير لكنها طالبت بالسيادة. ولم يقبل مكاريوس بالخطة وتم التخلي عنها. وفشلت أيضا جهود الوسيط الذي عينته الأمم المتحدة جالو بلازا، فأصبح الانقسام بين المجتمعين أكثر وضوحًا. وقدرت القوات القبرصية اليونانية بنحو 30 ألف جندي من ضمنهم الحرس الوطني والقوات القادمة من اليونان. بينما كان يدافع عن الجيوب القبرصية التركية قوة قوامها 5000 جندي غير نظامي بقيادة كولونيل تركي، لكنها ليست بقدر عتاد وتنظيم القوات اليونانية.

#### الأزمة مع المجلس العسكري الوناني
ساءت الأوضاع في سنة 1967 بعدما أطاح المجلس العسكري بحكومة اليونان المنتخبة ديمقراطياً، وبدأ في ممارسة الضغط على مكاريوس لتحقيق إنوسيس مع اليونان. لم يكن مكاريوس راغبًا في أن يصبح جزءًا من دكتاتورية عسكرية أو جر البلاد لغزو تركي، فبدأ ينأى بنفسه عن ذلك. مما تسبب بإشعال توتر مع المجلس العسكري ومع جورجيوس غريفاس في قبرص. ففي نوفمبر 1967 هاجم غريفاس قرى كوفنوي وأيوس وتيودوروس القبرصية التركية، حتى دخل في قتال عنيف مع القبارصة الأتراك يوم 15 نوفمبر، ولم ينسحب إلا بعد مقتل 26 من القبارصة الأتراك. ردت تركيا بإنذار أخير طالب بإخراج غريفاس من الجزيرة، وإخراج القوات اليونانية المندسة التي تتجاوز حدود معاهدة التحالف، ورفع الحصار الاقتصادي عن الجيوب القبرصية التركية. استقال غريفاس من منصبه وتم سحب 12000 جندي يوناني. فاستغل مكاريوس ذلك بتعزيز موقفه من خلال تقليل عدد قوات الحرس الوطني، وإنشاء قوة شبه عسكرية موالية لاستقلال القبارصة. وفي ربيع 1968 بعد اقرار مكاريوس بأن الإنوسيس أصبح الآن شبه مستحيل، بدأت سلسلة من المحادثات بين الطوائف حول الهيكل الداخلي لجمهورية قبرص، والتي اقتربت من التوصل إلى اتفاق. وفي نفس العام أعيد انتخاب مكاريوس لمنصب الرئاسة. وفي 1970 جرت محاولة اغتيال ضد مكاريوس بسبب سياسته التي أنتجت الانتخابات النيابية في العام نفسه. عاد غريفاس إلى قبرص في بداية خريف 1971 وقام بإنشاء إيوكا ب. وفي 1972 جرت محاولة الانقلاب الكنسي [الإنجليزية]، حين طالب ثلاثة من المطران القبارصة باستقالة مكاريوس من منصبه العلماني (رئيس الجمهورية)، وعزله من منصب رئيس الأساقفة في 1972 لكن مكاريوس انتصر في النهاية عندما عزلهم السينودس الرئيسي سنة 1973.
في أكتوبر 1973 جرت محاولة اغتيال جديدة ضد مكاريوس. فبعد وفاة غريفاس انخرطت إيوكا ب، التي كانت تعتمد بشكل مباشر على المجلس العسكري في أثينا في حرب شرسة ضد مكاريوس. وقد جرت إعادة انتخاب مكاريوس رئيسًا للبلاد في نفس العام. وفي يوليو 1974 طلب مكاريوس انسحاب الضباط اليونانيين من الحرس الوطني لأنه وفقًا للمعلومات المتوفرة لديه كان قلقًا بشأن انقلاب محتمل ضده من قبل المسؤولين الذين يسيطر عليهم نظام أثينا العسكري.

### الانقلاب والغزو التركي
في 15 يوليو قامت القوات العسكرية اليونانية مع الحرس الوطني بانقلاب ضد الرئيس مكاريوس. هرب مكاريوس حيث انتهى به المطاف في نيويورك والأمم المتحدة فطلب تدخل الدول الضامنة. بسبب التغيير في ميزان القوى والموقف غير المستقر للقبارصة الأتراك في حكومة قومية تهدف إلى الاتحاد، نفذت تركيا عملية أتيلا وهو الغزو التركي (تركيا تسميها تدخلاً). حيث قامت القوات التركية بمهاجمة السواحل الشمالية الغربية للجزيرة ونجحت في تحقيق تقدم عسكري ملموس والسيطرة على مايقرب من 39% من اراضى قبرص، وقد جرى الهجوم التركي على مرحلتين: واحدة في يوليو والأخرى في أغسطس. واستقال المجلس العسكري في أثينا الذي أمر بالانقلاب وكذلك حكومة الانقلاب في قبرص بعد عجزها عن الرد عسكريًا. ونتيجة للسيطرة التركية على شمالي قبرص قام حوالي 50000 قبرص تركي بالنزوح إلى شمال البلاد، ونزح 170000 قبرصى يوناني إلى جنوب البلاد مما أدى إلى تقسيم الجزيرة.

### من 1974 إلى اليوم
في اواخر عام 1974 تم التوصل إلى هدنة لوقف إطلاق النار بين القوات التركية والقبارصة اليونانين وبموجب ذلك الاتفاق عاد الأسقف مكاريوس للحكم وظل رئيسا حتى وفاته سنة 1977. ومن 1977 إلى 1988 انتُخب سبيروس كبريانو (1978-1988) رئيسًا لقبرص.
تم إعلان دولة شمال قبرص في 1975 تحت اسم دولة قبرص الاتحادية التركية برئاسة رؤوف دنكتاش. ثم تغير الاسم إلى الإسم الحالي: جمهورية شمال قبرص التركية في 15 نوفمبر 1983 التي اعترفت بها تركيا فقط، ويعتبر المجتمع الدولي قبرص الشمالية جزءًا من جمهورية قبرص، حيث أصدر مجلس الأمن قرار رقم 541 بعدم شرعية قيام تلك الجمهورية وطالب القوات التركية بالانسحاب من قبرص الامر الذي لم تنفذه تركيا. وتنقسم قبرص الآن إلى دولتين، إحداهما في شمال الجزيرة سكانها من المسلمين السنة ولغتهم التركية ويوجد فيها 30000 جندي تركي وغير معترف بها دوليا إلا من تركيا والأخرى دولة قبرص سكانها من اليونانين المسيحيين ولغتهم اليونانية ومعترف لها دوليا بالسيادة على جميع اراضي الجزيرة.
في 16 أبريل 2003 وقع رئيس قبرص تاسوس بابادوبولوس في أثينا على معاهدة انضمام قبرص إلى الاتحاد الأوروبي. وفي 1 مايو 2004 أعلن الاتحاد الاوروبي عن انضمام قبرص إليه، وتبنت اليورو عملة لها في 1 يناير 2008، لتحل محل الجنيه القبرصي؛ في حين استمر شمال قبرص في استخدام الليرة التركية. وفي نفس العام قدم الأمين العام للأمم المتحدة السابق كوفي أنان مشروعا لتوحيد الجزيرة رفضه القبارصة اليونانيين ووافق عليه القبارصة الاتراك وباء المشروع بالفشل.
عندما تولت جمهورية قبرص رئاسة الاتحاد الأوروبي في النصف الثاني من سنة 2012 اندلعت أزمة مالية فيها، وهي أكبر أزمة مالية شهدتها قبرص من أي وقت مضى. كان السبب الرئيسي للأزمة هو الانكشاف الكبير للبنوك القبرصية على السندات اليونانية، التي انكشفت في ربيع 2012.